# バレーボール2008/09Vプレミアリーグ
バレーボール 2008/09 Vプレミアリーグ（ばれーぼーる 2008/09 ぶいぷれみありーぐ）は、2008年11月1日から2009年4月12日にかけて行われたV・プレミアリーグの大会である。

## 概要

### 日程
- 男子:2008年11月8日 - 2009年4月12日（決勝）
- 女子:2008年11月1日 - 2009年4月11日（決勝）

### 試合方法
男子は4回戦、女子は3回戦総当たりのレギュラーラウンドを行う。通算成績の上位4チームが、セミファイナルラウンドに進出し、上位2チームが優勝決定戦を行う。

### 変更点
- リベロ2人制が試行導入されたほか、ネットタッチなどが緩和された。
- 女子大会は2009年度から参加チーム数が8チームになることが決定しており、チャレンジマッチは特殊な形態で行われた。

## 男子

### 参加チーム
| 前年順位 | チーム名                 | 備考 |
| -------- | ------------------------ | ---- |
| 1        | パナソニック・パンサーズ |      |
| 2        | 堺ブレイザーズ           |      |
| 3        | 東レ・アローズ           |      |
| 4        | 豊田合成トレフェルサ     |      |
| 5        | サントリー・サンバーズ   |      |
| 6        | JTサンダーズ             |      |
| 7        | NECブルーロケッツ        |      |
| 8        | 大分三好ヴァイセアドラー |      |

### 1Leg

#### 11月8日
| #301 | 2008年11月8日 14:00 |                              |                                               |                           |                                                              |
| #301 | 2008年11月8日 14:00 | 豊田合成トレフェルサ （1勝） | 3 - 2 (25-21) (29-31) (25-22) (21-25) (15-10) | NECブルーロケッツ （1敗） | 須賀川アリーナ 観客数: 2,200人 主審: 田野敏彦 副審: 土佐和樹 |
| #301 | 2008年11月8日 14:00 |                              |                                               |                           | 須賀川アリーナ 観客数: 2,200人 主審: 田野敏彦 副審: 土佐和樹 |

| #302 | 2008年11月8日 16:50 |                                  |                                               |                                |                                                                |
| #302 | 2008年11月8日 16:50 | 大分三好ヴァイセアドラー （1敗） | 2 - 3 (19-25) (25-22) (25-23) (19-25) (13-15) | パナソニックパンサーズ （1勝） | 須賀川アリーナ 観客数: 2,200人 主審: 阿部広太郎 副審: 阪田一美 |
| #302 | 2008年11月8日 16:50 |                                  |                                               |                                | 須賀川アリーナ 観客数: 2,200人 主審: 阿部広太郎 副審: 阪田一美 |

| #303 | 2008年11月8日 14:07 |                              |                                       |                        |                                                                |
| #303 | 2008年11月8日 14:07 | サントリーサンバーズ （1勝） | 3 - 1 (20-25) (25-22) (25-19) (25-21) | 東レ・アローズ （1敗） | 松江市総合体育館 観客数: 2,150人 主審: 石井洋壮 副審: 冨田博一 |
| #303 | 2008年11月8日 14:07 |                              |                                       |                        | 松江市総合体育館 観客数: 2,150人 主審: 石井洋壮 副審: 冨田博一 |

| #304 | 2008年11月8日 16:22 |                        |                               |                      |                                                            |
| #304 | 2008年11月8日 16:22 | 堺ブレイザーズ （1勝） | 3 - 1 (22-25) (25-21) (32-30) | JTサンダーズ （1敗） | 松江市総合体育館 観客数: 2,150人 主審: 塚本健 副審: 小山剛 |
| #304 | 2008年11月8日 16:22 |                        |                               |                      | 松江市総合体育館 観客数: 2,150人 主審: 塚本健 副審: 小山剛 |

#### 11月9日
| #305 | 2008年11月9日 12:00 |                                     |                                       |                           |                                                              |
| #305 | 2008年11月9日 12:00 | 大分三好ヴァイセアドラー （1勝1敗） | 3 - 1 (25-19) (25-20) (23-25) (25-16) | NECブルーロケッツ （2敗） | 須賀川アリーナ 観客数: 2,450人 主審: 田野敏彦 副審: 阪田一美 |
| #305 | 2008年11月9日 12:00 |                                     |                                       |                           | 須賀川アリーナ 観客数: 2,450人 主審: 田野敏彦 副審: 阪田一美 |

| #306 | 2008年11月9日 14:25 |                                 |                                               |                              |                                                                |
| #306 | 2008年11月9日 14:25 | 豊田合成トレフェルサ （1勝1敗） | 2 - 3 (25-15) (24-26) (22-25) (25-23) (10-15) | パソニックパンサーズ （2勝） | 須賀川アリーナ 観客数: 2,450人 主審: 阿部広太郎 副審: 土佐和樹 |
| #306 | 2008年11月9日 14:25 |                                 |                                               |                              | 須賀川アリーナ 観客数: 2,450人 主審: 阿部広太郎 副審: 土佐和樹 |

| #307 | 2008年11月9日 13:00 |                           |                               |                           |                                                                                      |
| #307 | 2008年11月9日 13:00 | 堺ブレイザーズ （1勝1敗） | 0 - 3 (22-25) (17-25) (23-25) | 東レ・アローズ （1勝1敗） | 島根県立浜山公園体育館（カミアリーナ） 観客数: 2,500人 主審: 冨田博一 副審: 石井洋壮 |
| #307 | 2008年11月9日 13:00 |                           |                               |                           | 島根県立浜山公園体育館（カミアリーナ） 観客数: 2,500人 主審: 冨田博一 副審: 石井洋壮 |

| #308 | 2008年11月9日 15:00 |                         |                                               |                                 |                                                                                    |
| #308 | 2008年11月9日 15:00 | JTサンダーズ （1勝1敗） | 3 - 2 (21-25) (25-22) (21-25) (25-17) (15-11) | サントリーサンバーズ （1勝1敗） | 島根県立浜山公園体育館（カミアリーナ） 観客数: 2,700人 主審: 塚本健 副審: 大田修子 |
| #308 | 2008年11月9日 15:00 |                         |                                               |                                 | 島根県立浜山公園体育館（カミアリーナ） 観客数: 2,700人 主審: 塚本健 副審: 大田修子 |

#### 11月15日
| #309 | 2008年11月15日 14:00 |                           |                                       |                                 |                                                                                              |
| #309 | 2008年11月15日 14:00 | 堺ブレイザーズ （1勝2敗） | 1 - 3 (23-25) (25-21) (21-25) (19-25) | 豊田合成トレフェルサ （2勝1敗） | 小牧市スポーツ公園総合体育館（パークアリーナ小牧） 観客数: 2,020人 主審: 勝又正 副審: 澤達大 |
| #309 | 2008年11月15日 14:00 |                           |                                       |                                 | 小牧市スポーツ公園総合体育館（パークアリーナ小牧） 観客数: 2,020人 主審: 勝又正 副審: 澤達大 |

| #310 | 2008年11月15日 16:25 |                           |                                       |                                 |                                                                                                  |
| #310 | 2008年11月15日 16:25 | NECブルーロケッツ （3敗） | 1 - 3 (20-25) (22-25) (25-19) (22-25) | サントリーサンバーズ （2勝1敗） | 小牧市スポーツ公園総合体育館（パークアリーナ小牧） 観客数: 1,960人 主審: 高橋弘二 副審: 柘植知則 |
| #310 | 2008年11月15日 16:25 |                           |                                       |                                 | 小牧市スポーツ公園総合体育館（パークアリーナ小牧） 観客数: 1,960人 主審: 高橋弘二 副審: 柘植知則 |

#### 11月16日
| #311 | 2008年11月16日 13:00 |                                 |                                       |                                 |                                                        |
| #311 | 2008年11月16日 13:00 | サントリーサンバーズ （3勝1敗） | 3 - 1 (25-22) (25-21) (25-27) (25-22) | 豊田合成トレフェルサ （2勝2敗） | 岐阜アリーナ 観客数: 2,235人 主審: 勝又正 副審: 澤達大 |
| #311 | 2008年11月16日 13:00 |                                 |                                       |                                 | 岐阜アリーナ 観客数: 2,235人 主審: 勝又正 副審: 澤達大 |

| #312 | 2008年11月16日 15:30 |                           |                               |                           |                                                            |
| #312 | 2008年11月16日 15:30 | NECブルーロケッツ （4敗） | 0 - 3 (20-25) (21-25) (16-25) | 堺ブレイザーズ （2勝2敗） | 岐阜アリーナ 観客数: 2,622人 主審: 高橋弘二 副審: 新海正和 |
| #312 | 2008年11月16日 15:30 |                           |                               |                           | 岐阜アリーナ 観客数: 2,622人 主審: 高橋弘二 副審: 新海正和 |

#### 11月22日
| #313 | 2008年11月22日 14:00 |                                 |                                       |                           |                                                            |
| #313 | 2008年11月22日 14:00 | 豊田合成トレフェルサ （2勝3敗） | 1 - 3 (24-26) (19-25) (25-19) (15-25) | 東レ・アローズ （2勝1敗） | 仙台市体育館 観客数: 2,100人 主審: 村上成司 副審: 高橋宏明 |
| #313 | 2008年11月22日 14:00 |                                 |                                       |                           | 仙台市体育館 観客数: 2,100人 主審: 村上成司 副審: 高橋宏明 |

| #314 | 2008年11月22日 16:26 |                              |                                               |                         |                                                              |
| #314 | 2008年11月22日 16:26 | NECブルーロケッツ （1勝4敗） | 3 - 2 (25-22) (26-28) (25-23) (21-25) (21-19) | JTサンダーズ （1勝2敗） | 仙台市体育館 観客数: 3,650人 主審: 阿部広太郎 副審: 佐々木功 |
| #314 | 2008年11月22日 16:26 |                              |                                               |                         | 仙台市体育館 観客数: 3,650人 主審: 阿部広太郎 副審: 佐々木功 |

| #315 | 2008年11月22日 14:00 |                                     |                               |                                 |                                                              |
| #315 | 2008年11月22日 14:00 | 大分三好ヴァイセアドラー （1勝2敗） | 0 - 3 (22-25) (20-25) (21-25) | サントリーサンバーズ （4勝1敗） | 大阪市中央体育館 観客数: 2,800人 主審: 小野将人 副審: 冨田満 |
| #315 | 2008年11月22日 14:00 |                                     |                               |                                 | 大阪市中央体育館 観客数: 2,800人 主審: 小野将人 副審: 冨田満 |

| #316 | 2008年11月22日 14:00 |                                   |                                               |                           |                                                                |
| #316 | 2008年11月22日 14:00 | パナソニックパンサーズ （2勝1敗） | 2 - 3 (28-30) (28-26) (20-25) (25-16) (14-16) | 堺ブレイザーズ （3勝2敗） | 堺市金岡公園体育館 観客数: 2,300人 主審: 田野昭彦 副審: 江下毅 |
| #316 | 2008年11月22日 14:00 |                                   |                                               |                           | 堺市金岡公園体育館 観客数: 2,300人 主審: 田野昭彦 副審: 江下毅 |

#### 11月23日
| #317 | 2008年11月23日 13:00 |                                 |                                       |                         |                                                              |
| #317 | 2008年11月23日 13:00 | 豊田合成トレフェルサ （2勝4敗） | 1 - 3 (25-22) (20-25) (22-25) (15-25) | JTサンダーズ （2勝2敗） | 仙台市体育館 観客数: 2,350人 主審: 阿部広太郎 副審: 佐々木功 |
| #317 | 2008年11月23日 13:00 |                                 |                                       |                         | 仙台市体育館 観客数: 2,350人 主審: 阿部広太郎 副審: 佐々木功 |

| #318 | 2008年11月23日 15:40 |                              |                                               |                           |                                                            |
| #318 | 2008年11月23日 15:40 | NECブルーロケッツ （2勝4敗） | 3 - 2 (25-21) (24-26) (25-21) (10-25) (15-11) | 東レ・アローズ （2勝2敗） | 仙台市体育館 観客数: 3,900人 主審: 村上成司 副審: 高橋宏明 |
| #318 | 2008年11月23日 15:40 |                              |                                               |                           | 仙台市体育館 観客数: 3,900人 主審: 村上成司 副審: 高橋宏明 |

| #319 | 2008年11月23日 13:05 |                                   |                       |                                 |                                                              |
| #319 | 2008年11月23日 13:05 | パナソニックパンサーズ （2勝2敗） | 0 - 3 (19-25) (22-25) | サントリーサンバーズ （5勝1敗） | 大阪市中央体育館 観客数: 4,200人 主審: 江下毅 副審: 田野昭彦 |
| #319 | 2008年11月23日 13:05 |                                   |                       |                                 | 大阪市中央体育館 観客数: 4,200人 主審: 江下毅 副審: 田野昭彦 |

| #320 | 2008年11月23日 13:00 |                                     |                               |                           |                                                                |
| #320 | 2008年11月23日 13:00 | 大分三好ヴァイセアドラー （1勝3敗） | 0 - 3 (20-25) (25-27) (18-25) | 堺ブレイザーズ （4勝2敗） | 堺市金岡公園体育館 観客数: 2,000人 主審: 冨田満 副審: 小野将人 |
| #320 | 2008年11月23日 13:00 |                                     |                               |                           | 堺市金岡公園体育館 観客数: 2,000人 主審: 冨田満 副審: 小野将人 |

#### 11月29日
| #321 | 2008年11月29日 14:00 |                           |                               |                                   |                                                          |
| #321 | 2008年11月29日 14:00 | 東レ・アローズ （2勝3敗） | 1 - 3 (25-22) (22-25) (19-25) | パナソニックパンサーズ （3勝2敗） | 静岡県武道館 観客数: 2,000人 主審: 大塚達也 副審: 冨田満 |
| #321 | 2008年11月29日 14:00 |                           |                               |                                   | 静岡県武道館 観客数: 2,000人 主審: 大塚達也 副審: 冨田満 |

| #322 | 2008年11月29日 16:30 |                         |               |                                     |                                                          |
| #322 | 2008年11月29日 16:30 | JTサンダーズ （3勝2敗） | 3 - 0 (25-19) | 大分三好ヴァイセアドラー （1勝4敗） | 静岡県武道館 観客数: 1,500人 主審: 小柴滋 副審: 加藤孝仁 |
| #322 | 2008年11月29日 16:30 |                         |               |                                     | 静岡県武道館 観客数: 1,500人 主審: 小柴滋 副審: 加藤孝仁 |

#### 11月30日
| #323 | 2008年11月30日 13:00 |                           |                               |                                     |                                                          |
| #323 | 2008年11月30日 13:00 | 東レ・アローズ （3勝3敗） | 3 - 0 (25-16) (25-19) (27-25) | 大分三好ヴァイセアドラー （1勝5敗） | 静岡県武道館 観客数: 1,600人 主審: 冨田満 副審: 大塚達也 |
| #323 | 2008年11月30日 13:00 |                           |                               |                                     | 静岡県武道館 観客数: 1,600人 主審: 冨田満 副審: 大塚達也 |

| #324 | 2008年11月30日 15:00 |                         |                               |                                   |                                                          |
| #324 | 2008年11月30日 15:00 | JTサンダーズ （3勝3敗） | 0 - 3 (21-25) (24-26) (17-25) | パナソニックパンサーズ （4勝2敗） | 静岡県武道館 観客数: 1,800人 主審: 小柴滋 副審: 加藤孝仁 |
| #324 | 2008年11月30日 15:00 |                         |                               |                                   | 静岡県武道館 観客数: 1,800人 主審: 小柴滋 副審: 加藤孝仁 |

#### 12月6日
| #325 | 2008年12月6日 14:00 |                                 |                               |                                     |                                                              |
| #325 | 2008年12月6日 14:00 | 豊田合成トレフェルサ （3勝4敗） | 3 - 0 (25-17) (25-23) (26-24) | 大分三好ヴァイセアドラー （1勝6敗） | 春日井市総合体育館 観客数: 850人 主審: 田中昭彦 副審: 村中伸 |
| #325 | 2008年12月6日 14:00 |                                 |                               |                                     | 春日井市総合体育館 観客数: 850人 主審: 田中昭彦 副審: 村中伸 |

| #326 | 2008年12月6日 16:00 |                                   |                                               |                              |                                                              |
| #326 | 2008年12月6日 16:00 | パナソニックパンサーズ （4勝3敗） | 2 - 3 (33-35) (25-22) (25-17) (23-25) (13-15) | NECブルーロケッツ （3勝4敗） | 春日井市総合体育館 観客数: 920人 主審: 勝又正 副審: 柘植知則 |
| #326 | 2008年12月6日 16:00 |                                   |                                               |                              | 春日井市総合体育館 観客数: 920人 主審: 勝又正 副審: 柘植知則 |

| #327 | 2008年12月6日 13:05 |                           |                               |                                 |                                                                                          |
| #327 | 2008年12月6日 13:05 | 堺ブレイザーズ （5勝2敗） | 3 - 0 (25-18) (27-25) (25-20) | サントリーサンバーズ （5勝2敗） | 広島県立総合体育館（広島グリーンアリーナ） 観客数: 2,540人 主審: 石井洋壮 副審: 横山寿一 |
| #327 | 2008年12月6日 13:05 |                           |                               |                                 | 広島県立総合体育館（広島グリーンアリーナ） 観客数: 2,540人 主審: 石井洋壮 副審: 横山寿一 |

| #328 | 2008年12月6日 15:00 |                         |                                       |                           |                                                                                        |
| #328 | 2008年12月6日 15:00 | JTサンダーズ （3勝4敗） | 1 - 3 (23-25) (22-25) (25-22) (19-25) | 東レ・アローズ （4勝3敗） | 広島県立総合体育館（広島グリーンアリーナ） 観客数: 3,540人 主審: 小柴滋 副審: 浅見靖人 |
| #328 | 2008年12月6日 15:00 |                         |                                       |                           | 広島県立総合体育館（広島グリーンアリーナ） 観客数: 3,540人 主審: 小柴滋 副審: 浅見靖人 |

#### 1Legの結果
| 順位 | チーム名                 | 試合数 | 勝数 | 敗数 | 勝率  | 備考           |
| ---- | ------------------------ | ------ | ---- | ---- | ----- | -------------- |
| 1    | サントリーサンバーズ     | 7      | 5    | 2    | 0.714 | セット率 1.889 |
| 2    | 堺ブレイザーズ           | 7      | 5    | 2    | 0.714 | セット率 1.778 |
| 3    | 東レ・アローズ           | 7      | 4    | 3    | 0.571 | セット率 1.455 |
| 4    | パナソニック・パンサーズ | 7      | 4    | 3    | 0.571 | セット率 1.143 |
| 5    | 豊田合成トレフェルサ     | 7      | 3    | 4    | 0.429 | セット率 0.933 |
| 6    | JTサンダーズ             | 7      | 3    | 4    | 0.429 | セット率 0.667 |
| 7    | NECブルーロケッツ        | 7      | 3    | 4    | 0.429 | セット率 0.722 |
| 8    | 大分三好ヴァイセアドラー | 7      | 1    | 6    | 0.143 |                |

### 2Leg

#### 12月7日
| #329 | 2008年12月7日 13:00 |                                 |                                               |                              |                                                              |
| #329 | 2008年12月7日 13:00 | 豊田合成トレフェルサ （3勝5敗） | 2 - 3 (26-24) (16-25) (21-25) (25-17) (13-15) | NECブルーロケッツ （4勝4敗） | 春日井市総合体育館 観客数: 1,199人 主審: 村中伸 副審: 勝又正 |
| #329 | 2008年12月7日 13:00 |                                 |                                               |                              | 春日井市総合体育館 観客数: 1,199人 主審: 村中伸 副審: 勝又正 |

| #330 | 2008年12月7日 15:40 |                                     |                                       |                                   |                                                                |
| #330 | 2008年12月7日 15:40 | 大分三好ヴァイセアドラー （1勝7敗） | 1 - 3 (17-25) (13-25) (25-22) (22-25) | パナソニックパンサーズ （5勝3敗） | 春日井市総合体育館 観客数: 910人 主審: 田中昭彦 副審: 柘植知則 |
| #330 | 2008年12月7日 15:40 |                                     |                                       |                                   | 春日井市総合体育館 観客数: 910人 主審: 田中昭彦 副審: 柘植知則 |

| #331 | 2008年12月7日 13:06 |                                 |                                               |                           |                                                                                          |
| #331 | 2008年12月7日 13:06 | サントリーサンバーズ （5勝3敗） | 2 - 3 (27-25) (26-28) (13-25) (25-17) (16-18) | 東レ・アローズ （5勝3敗） | 広島県立総合体育館（広島グリーンアリーナ） 観客数: 4,050人 主審: 冨田博一 副審: 横山寿一 |
| #331 | 2008年12月7日 13:06 |                                 |                                               |                           | 広島県立総合体育館（広島グリーンアリーナ） 観客数: 4,050人 主審: 冨田博一 副審: 横山寿一 |

| #332 | 2008年12月7日 15:55 |                         |                                               |                           |                                                                                        |
| #332 | 2008年12月7日 15:55 | JTサンダーズ （4勝4敗） | 3 - 2 (22-25) (25-23) (25-20) (22-25) (15-13) | 堺ブレイザーズ （5勝3敗） | 広島県立総合体育館（広島グリーンアリーナ） 観客数: 4,740人 主審: 小柴滋 副審: 浅見靖人 |
| #332 | 2008年12月7日 15:55 |                         |                                               |                           | 広島県立総合体育館（広島グリーンアリーナ） 観客数: 4,740人 主審: 小柴滋 副審: 浅見靖人 |

#### 1月10日
| #333 | 2009年1月10日 14:00 |                                 |                               |                           |                                                                        |
| #333 | 2009年1月10日 14:00 | 豊田合成トレフェルサ （4勝5敗） | 3 - 1 (18-25) (25-17) (25-22) | 東レ・アローズ （5勝4敗） | 新発田市カルチャーセンター 観客数: 2,200人 主審: 小柴滋 副審: 高野淳志 |
| #333 | 2009年1月10日 14:00 |                                 |                               |                           | 新発田市カルチャーセンター 観客数: 2,200人 主審: 小柴滋 副審: 高野淳志 |

| #334 | 2009年1月10日 16:15 |                           |                                       |                                   |                                                                        |
| #334 | 2009年1月10日 16:15 | 堺ブレイザーズ （6勝3敗） | 3 - 1 (23-25) (25-20) (29-27) (25-21) | パナソニックパンサーズ （5勝4敗） | 新発田市カルチャーセンター 観客数: 2,200人 主審: 大塚達也 副審: 酒出修 |
| #334 | 2009年1月10日 16:15 |                           |                                       |                                   | 新発田市カルチャーセンター 観客数: 2,200人 主審: 大塚達也 副審: 酒出修 |

| #335 | 2009年1月10日 14:00 |                         |                               |                                     |                                                              |
| #335 | 2009年1月10日 14:00 | JTサンダーズ （5勝4敗） | 3 - 0 (25-23) (25-15) (25-22) | 大分三好ヴァイセアドラー （1勝8敗） | 島原復興アリーナ 観客数: 1,700人 主審: 中馬義朗 副審: 塚本健 |
| #335 | 2009年1月10日 14:00 |                         |                               |                                     | 島原復興アリーナ 観客数: 1,700人 主審: 中馬義朗 副審: 塚本健 |

| #336 | 2009年1月10日 16:00 |                                 |                                       |                              |                                                                |
| #336 | 2009年1月10日 16:00 | サントリーサンバーズ （5勝4敗） | 1 - 3 (19-25) (25-14) (27-29) (19-25) | NECブルーロケッツ （5勝4敗） | 島原復興アリーナ 観客数: 2,045人 主審: 代居正巳 副審: 石隈孝典 |
| #336 | 2009年1月10日 16:00 |                                 |                                       |                              | 島原復興アリーナ 観客数: 2,045人 主審: 代居正巳 副審: 石隈孝典 |

#### 1月11日
| #337 | 2009年1月11日 12:00 |                                 |                                       |                           |                                                                  |
| #337 | 2009年1月11日 12:00 | 豊田合成トレフェルサ （5勝5敗） | 3 - 1 (31-29) (25-21) (25-27) (25-15) | 堺ブレイザーズ （6勝4敗） | 小千谷市総合体育館 観客数: 2,000人 主審: 大塚達也 副審: 高野淳志 |
| #337 | 2009年1月11日 12:00 |                                 |                                       |                           | 小千谷市総合体育館 観客数: 2,000人 主審: 大塚達也 副審: 高野淳志 |

| #338 | 2009年1月11日 14:35 |                           |                               |                                   |                                                              |
| #338 | 2009年1月11日 14:35 | 東レ・アローズ （5勝5敗） | 1 - 3 (21-25) (25-22) (23-25) | パナソニックパンサーズ （6勝4敗） | 小千谷市総合体育館 観客数: 2,000人 主審: 酒出修 副審: 小柴滋 |
| #338 | 2009年1月11日 14:35 |                           |                               |                                   | 小千谷市総合体育館 観客数: 2,000人 主審: 酒出修 副審: 小柴滋 |

| #339 | 2009年1月11日 13:10 |                         |                       |                              |                                                                                      |
| #339 | 2009年1月11日 13:10 | JTサンダーズ （6勝4敗） | 3 - 0 (25-19) (25-17) | NECブルーロケッツ （5勝5敗） | 長崎県立総合体育館（アリーナかぶとがに） 観客数: 1,800人 主審: 塚本健 副審: 今鹿倉隆 |
| #339 | 2009年1月11日 13:10 |                         |                       |                              | 長崎県立総合体育館（アリーナかぶとがに） 観客数: 1,800人 主審: 塚本健 副審: 今鹿倉隆 |

| #340 | 2009年1月11日 14:55 |                                 |                               |                                     |                                                                                        |
| #340 | 2009年1月11日 14:55 | サントリーサンバーズ （6勝4敗） | 3 - 0 (25-19) (25-18) (25-17) | 大分三好ヴァイセアドラー （1勝9敗） | 長崎県立総合体育館（アリーナかぶとがに） 観客数: 2,000人 主審: 中馬義朗 副審: 代居正巳 |
| #340 | 2009年1月11日 14:55 |                                 |                               |                                     | 長崎県立総合体育館（アリーナかぶとがに） 観客数: 2,000人 主審: 中馬義朗 副審: 代居正巳 |

#### 1月17日
| #341 | 2009年1月17日 13:00 |                                 |                               |                                 |                                                                          |
| #341 | 2009年1月17日 13:00 | 豊田合成トレフェルサ （5勝6敗） | 0 - 3 (23-25) (22-25) (24-26) | サントリーサンバーズ （7勝4敗） | 福知山三段池公園総合体育館 観客数: 1,500人 主審: 石井洋壮 副審: 山田道人 |
| #341 | 2009年1月17日 13:00 |                                 |                               |                                 | 福知山三段池公園総合体育館 観客数: 1,500人 主審: 石井洋壮 副審: 山田道人 |

| #342 | 2009年1月17日 15:00 |                                   |                                               |                         |                                                                          |
| #342 | 2009年1月17日 15:00 | パナソニックパンサーズ （7勝4敗） | 3 - 2 (21-25) (25-23) (25-21) (26-28) (17-15) | JTサンダーズ （6勝5敗） | 福知山三段池公園総合体育館 観客数: 1,550人 主審: 山本和良 副審: 高倉将佳 |
| #342 | 2009年1月17日 15:00 |                                   |                                               |                         | 福知山三段池公園総合体育館 観客数: 1,550人 主審: 山本和良 副審: 高倉将佳 |

| #343 | 2009年1月17日 14:00 |                              |                               |                           |                                                                                |
| #343 | 2009年1月17日 14:00 | NECブルーロケッツ （5勝6敗） | 0 - 3 (18-25) (21-25) (23-25) | 東レ・アローズ （6勝5敗） | 別府市総合体育館（べっぷアリーナ） 観客数: 1,374人 主審: 塚本健 副審: 寺嶋数秀 |
| #343 | 2009年1月17日 14:00 |                              |                               |                           | 別府市総合体育館（べっぷアリーナ） 観客数: 1,374人 主審: 塚本健 副審: 寺嶋数秀 |

| #344 | 2009年1月17日 16:00 |                                      |                                              |                           |                                                                                  |
| #344 | 2009年1月17日 16:00 | 大分三好ヴァイセアドラー （1勝10敗） | 2 - 3 (18-25) (26-24) (25-21) (21-25) (9-15) | 堺ブレイザーズ （7勝4敗） | 別府市総合体育館（べっぷアリーナ） 観客数: 1,825人 主審: 代居正巳 副審: 中馬義朗 |
| #344 | 2009年1月17日 16:00 |                                      |                                              |                           | 別府市総合体育館（べっぷアリーナ） 観客数: 1,825人 主審: 代居正巳 副審: 中馬義朗 |

#### 1月18日
| #345 | 2009年1月18日 13:00 |                         |                                               |                                 |                                                                          |
| #345 | 2009年1月18日 13:00 | JTサンダーズ （7勝5敗） | 3 - 2 (25-20) (25-19) (18-25) (24-26) (15-11) | 豊田合成トレフェルサ （5勝7敗） | 福知山三段池公園総合体育館 観客数: 1,800人 主審: 山本和良 副審: 高倉将佳 |
| #345 | 2009年1月18日 13:00 |                         |                                               |                                 | 福知山三段池公園総合体育館 観客数: 1,800人 主審: 山本和良 副審: 高倉将佳 |

| #346 | 2009年1月18日 15:40 |                                   |                                       |                                 |                                                                          |
| #346 | 2009年1月18日 15:40 | パナソニックパンサーズ （7勝5敗） | 1 - 3 (17-25) (20-25) (25-19) (24-26) | サントリーサンバーズ （8勝4敗） | 福知山三段池公園総合体育館 観客数: 2,107人 主審: 石井洋壮 副審: 小野将人 |
| #346 | 2009年1月18日 15:40 |                                   |                                       |                                 | 福知山三段池公園総合体育館 観客数: 2,107人 主審: 石井洋壮 副審: 小野将人 |

| #347 | 2009年1月18日 12:00 |                              |                                       |                           |                                                                                        |
| #347 | 2009年1月18日 12:00 | NECブルーロケッツ （6勝6敗） | 3 - 1 (18-25) (27-25) (25-20) (26-24) | 堺ブレイザーズ （7勝5敗） | 中津市総合体育館（ダイハツ九州アリーナ） 観客数: 1,819人 主審: 中馬義朗 副審: 安東英児 |
| #347 | 2009年1月18日 12:00 |                              |                                       |                           | 中津市総合体育館（ダイハツ九州アリーナ） 観客数: 1,819人 主審: 中馬義朗 副審: 安東英児 |

| #348 | 2009年1月18日 14:20 |                           |                               |                                      |                                                                                      |
| #348 | 2009年1月18日 14:20 | 東レ・アローズ （7勝5敗） | 3 - 0 (25-16) (25-14) (25-22) | 大分三好ヴァイセアドラー （1勝11敗） | 中津市総合体育館（ダイハツ九州アリーナ） 観客数: 1,950人 主審: 塚本健 副審: 代居正巳 |
| #348 | 2009年1月18日 14:20 |                           |                               |                                      | 中津市総合体育館（ダイハツ九州アリーナ） 観客数: 1,950人 主審: 塚本健 副審: 代居正巳 |

#### 1月24日
| #349 | 2009年1月24日 14:00 |                                   |               |                                 |                                                                              |
| #349 | 2009年1月24日 14:00 | パナソニックパンサーズ （8勝5敗） | 3 - 0 (25-21) | 豊田合成トレフェルサ （5勝8敗） | 氷見市ふれあいスポーツセンター 観客数: 1,300人 主審: 石井洋壮 副審: 三見洋子 |
| #349 | 2009年1月24日 14:00 |                                   |               |                                 | 氷見市ふれあいスポーツセンター 観客数: 1,300人 主審: 石井洋壮 副審: 三見洋子 |

| #350 | 2009年1月24日 16:00 |                                      |                               |                              |                                                                            |
| #350 | 2009年1月24日 16:00 | 大分三好ヴァイセアドラー （1勝12敗） | 0 - 3 (18-25) (21-25) (19-25) | NECブルーロケッツ （7勝6敗） | 氷見市ふれあいスポーツセンター 観客数: 1,400人 主審: 田野昭彦 副審: 黒地忍 |
| #350 | 2009年1月24日 16:00 |                                      |                               |                              | 氷見市ふれあいスポーツセンター 観客数: 1,400人 主審: 田野昭彦 副審: 黒地忍 |

| #351 | 2009年1月24日 14:00 |                           |                       |                         |                                                                  |
| #351 | 2009年1月24日 14:00 | 東レ・アローズ （7勝6敗） | 0 - 3 (21-25) (17-25) | JTサンダーズ （8勝5敗） | 草薙総合運動場体育館 観客数: 3,300人 主審: 冨田満 副審: 高橋弘二 |
| #351 | 2009年1月24日 14:00 |                           |                       |                         | 草薙総合運動場体育館 観客数: 3,300人 主審: 冨田満 副審: 高橋弘二 |

| #352 | 2009年1月24日 16:00 |                           |                               |                                 |                                                                  |
| #352 | 2009年1月24日 16:00 | 堺ブレイザーズ （7勝6敗） | 1 - 3 (16-25) (25-23) (20-25) | サントリーサンバーズ （9勝4敗） | 草薙総合運動場体育館 観客数: 3,300人 主審: 勝又正 副審: 加藤孝仁 |
| #352 | 2009年1月24日 16:00 |                           |                               |                                 | 草薙総合運動場体育館 観客数: 3,300人 主審: 勝又正 副審: 加藤孝仁 |

#### 1月25日
| #353 | 2009年1月25日 13:00 |                                      |                               |                                 |                                                                                |
| #353 | 2009年1月25日 13:00 | 大分三好ヴァイセアドラー （1勝13敗） | 0 - 3 (17-25) (13-25) (22-25) | 豊田合成トレフェルサ （6勝8敗） | 氷見市ふれあいスポーツセンター 観客数: 1,300人 主審: 田野昭彦 副審: 五十里勘司 |
| #353 | 2009年1月25日 13:00 |                                      |                               |                                 | 氷見市ふれあいスポーツセンター 観客数: 1,300人 主審: 田野昭彦 副審: 五十里勘司 |

| #354 | 2009年1月25日 15:00 |                              |                                       |                                   |                                                                              |
| #354 | 2009年1月25日 15:00 | NECブルーロケッツ （8勝6敗） | 3 - 1 (25-23) (22-25) (25-19) (25-18) | パナソニックパンサーズ （8勝6敗） | 氷見市ふれあいスポーツセンター 観客数: 1,300人 主審: 三見洋子 副審: 石井洋壮 |
| #354 | 2009年1月25日 15:00 |                              |                                       |                                   | 氷見市ふれあいスポーツセンター 観客数: 1,300人 主審: 三見洋子 副審: 石井洋壮 |

| #355 | 2009年1月25日 13:10 |                                  |                                       |                         |                                                              |
| #355 | 2009年1月25日 13:10 | サントリーサンバーズ （10勝4敗） | 3 - 2 (19-25) (25-17) (23-25) (15-13) | JTサンダーズ （8勝6敗） | 小山町総合体育館 観客数: 1,900人 主審: 冨田満 副審: 加藤孝仁 |
| #355 | 2009年1月25日 13:10 |                                  |                                       |                         | 小山町総合体育館 観客数: 1,900人 主審: 冨田満 副審: 加藤孝仁 |

| #356 | 2009年1月25日 15:47 |                           |                               |                           |                                                              |
| #356 | 2009年1月25日 15:47 | 東レ・アローズ （8勝6敗） | 3 - 1 (25-21) (22-25) (25-16) | 堺ブレイザーズ （7勝7敗） | 小山町総合体育館 観客数: 2,200人 主審: 勝又正 副審: 高橋弘二 |
| #356 | 2009年1月25日 15:47 |                           |                               |                           | 小山町総合体育館 観客数: 2,200人 主審: 勝又正 副審: 高橋弘二 |

#### 2Legの結果
| 順位 | チーム名                 | 試合数 | 勝数 | 敗数 | 勝率  | 備考           |
| ---- | ------------------------ | ------ | ---- | ---- | ----- | -------------- |
| 1    | JTサンダーズ             | 7      | 5    | 2    | 0.714 | セット率 1.900 |
| 2    | サントリーサンバーズ     | 7      | 5    | 2    | 0.714 | セット率 1.800 |
| 3    | NECブルーロケッツ        | 7      | 5    | 2    | 0.714 | セット率 1.364 |
| 4    | 東レ・アローズ           | 7      | 4    | 3    | 0.571 | セット率 1.167 |
| 5    | パナソニック・パンサーズ | 7      | 4    | 3    | 0.571 | セット率 1.154 |
| 6    | 豊田合成トレフェルサ     | 7      | 3    | 4    | 0.429 |                |
| 7    | 堺ブレイザーズ           | 7      | 2    | 5    | 0.286 |                |
| 8    | 大分三好ヴァイセアドラー | 7      | 0    | 7    | 0.000 |                |

### 3Leg

#### 1月31日
| #357 | 2009年1月31日 14:05 |                                   |                                       |                                 |                                                              |
| #357 | 2009年1月31日 14:05 | パナソニックパンサーズ （8勝7敗） | 1 - 3 (28-30) (20-25) (25-23) (20-25) | 豊田合成トレフェルサ （7勝8敗） | 町田市立総合体育館 観客数: 2,100人 主審: 小柴滋 副審: 中村中 |
| #357 | 2009年1月31日 14:05 |                                   |                                       |                                 | 町田市立総合体育館 観客数: 2,100人 主審: 小柴滋 副審: 中村中 |

| #358 | 2009年1月31日 16:30 |                              |                                       |                                  |                                                                          |
| #358 | 2009年1月31日 16:30 | NECブルーロケッツ （8勝7敗） | 1 - 3 (25-19) (23-25) (17-25) (19-25) | サントリーサンバーズ （11勝4敗） | 町田市立総合体育館 観客数: 2,350人 主審: 酒出修 副審: グレッグ・ルーオー |
| #358 | 2009年1月31日 16:30 |                              |                                       |                                  | 町田市立総合体育館 観客数: 2,350人 主審: 酒出修 副審: グレッグ・ルーオー |

| #359 | 2009年1月31日 13:05 |                           |                               |                           |                                                                  |
| #359 | 2009年1月31日 13:05 | 堺ブレイザーズ （7勝8敗） | 1 - 3 (25-20) (22-25) (25-27) | 東レ・アローズ （9勝6敗） | 堺市金岡公園体育館 観客数: 2,600人 主審: 田中昭彦 副審: 山本和良 |
| #359 | 2009年1月31日 13:05 |                           |                               |                           | 堺市金岡公園体育館 観客数: 2,600人 主審: 田中昭彦 副審: 山本和良 |

| #360 | 2009年1月31日 15:25 |                         |                       |                                      |                                                              |
| #360 | 2009年1月31日 15:25 | JTサンダーズ （9勝6敗） | 3 - 0 (25-22) (25-14) | 大分三好ヴァイセアドラー （1勝14敗） | 堺市金岡公園体育館 観客数: 1,100人 主審: 江下毅 副審: 建井敬 |
| #360 | 2009年1月31日 15:25 |                         |                       |                                      | 堺市金岡公園体育館 観客数: 1,100人 主審: 江下毅 副審: 建井敬 |

#### 2月1日
| #361 | 2009年2月1日 13:10 |                                  |                                               |                                 |                                                              |
| #361 | 2009年2月1日 13:10 | サントリーサンバーズ （12勝4敗） | 3 - 2 (23-25) (25-21) (22-25) (25-18) (15-10) | 豊田合成トレフェルサ （7勝9敗） | 町田市立総合体育館 観客数: 2,150人 主審: 小柴滋 副審: 水間尚 |
| #361 | 2009年2月1日 13:10 |                                  |                                               |                                 | 町田市立総合体育館 観客数: 2,150人 主審: 小柴滋 副審: 水間尚 |

| #362 | 2009年2月1日 15:47 |                              |                                       |                                   |                                                                          |
| #362 | 2009年2月1日 15:47 | NECブルーロケッツ （8勝8敗） | 1 - 3 (25-22) (19-25) (20-25) (21-25) | パナソニックパンサーズ （9勝7敗） | 町田市立総合体育館 観客数: 2,100人 主審: グレッグ・ルーオー 副審: 酒出修 |
| #362 | 2009年2月1日 15:47 |                              |                                       |                                   | 町田市立総合体育館 観客数: 2,100人 主審: グレッグ・ルーオー 副審: 酒出修 |

| #363 | 2009年2月1日 13:00 |                           |                       |                         |                                                                  |
| #363 | 2009年2月1日 13:00 | 堺ブレイザーズ （8勝8敗） | 3 - 0 (25-19) (25-15) | JTサンダーズ （9勝7敗） | 堺市金岡公園体育館 観客数: 2,700人 主審: 山本和良 副審: 田中昭彦 |
| #363 | 2009年2月1日 13:00 |                           |                       |                         | 堺市金岡公園体育館 観客数: 2,700人 主審: 山本和良 副審: 田中昭彦 |

| #364 | 2009年2月1日 15:00 |                                      |                               |                            |                                                                |
| #364 | 2009年2月1日 15:00 | 大分三好ヴァイセアドラー （1勝15敗） | 0 - 3 (22-25) (20-25) (15-25) | 東レ・アローズ （10勝6敗） | 堺市金岡公園体育館 観客数: 1,700人 主審: 江下毅 副審: 新道哲郎 |
| #364 | 2009年2月1日 15:00 |                                      |                               |                            | 堺市金岡公園体育館 観客数: 1,700人 主審: 江下毅 副審: 新道哲郎 |

#### 2月7日
| #365 | 2009年2月7日 13:05 |                                  |                                       |                            |                                                      |
| #365 | 2009年2月7日 13:05 | サントリーサンバーズ （12勝5敗） | 1 - 3 (21-25) (45-43) (23-25) (21-25) | 東レ・アローズ （11勝6敗） | 東京体育館 観客数: 3,800人 主審: 小柴滋 副審: 仲博史 |
| #365 | 2009年2月7日 13:05 |                                  |                                       |                            | 東京体育館 観客数: 3,800人 主審: 小柴滋 副審: 仲博史 |

第2セットの45-43は、男子大会における最高得点記録である。
| #366 | 2009年2月7日 15:40 |                              |                               |                                      |                                                        |
| #366 | 2009年2月7日 15:40 | NECブルーロケッツ （9勝8敗） | 3 - 0 (25-10) (25-18) (25-16) | 大分三好ヴァイセアドラー （1勝16敗） | 東京体育館 観客数: 3,800人 主審: 村中伸 副審: 村上成司 |
| #366 | 2009年2月7日 15:40 |                              |                               |                                      | 東京体育館 観客数: 3,800人 主審: 村中伸 副審: 村上成司 |

| #367 | 2009年2月7日 14:00 |                           |                               |                                  |                                                                                |
| #367 | 2009年2月7日 14:00 | 堺ブレイザーズ （9勝8敗） | 3 - 0 (27-25) (25-20) (25-21) | 豊田合成トレフェルサ （7勝10敗） | 呉市総合体育館（オークアリーナ） 観客数: 1,500人 主審: 冨田博一 副審: 石井洋壮 |
| #367 | 2009年2月7日 14:00 |                           |                               |                                  | 呉市総合体育館（オークアリーナ） 観客数: 1,500人 主審: 冨田博一 副審: 石井洋壮 |

| #368 | 2009年2月7日 16:00 |                                    |                                       |                         |                                                                              |
| #368 | 2009年2月7日 16:00 | パナソニックパンサーズ （10勝7敗） | 3 - 1 (23-25) (25-18) (25-20) (25-21) | JTサンダーズ （9勝8敗） | 呉市総合体育館（オークアリーナ） 観客数: 1,800人 主審: 塚本健 副審: 山田道人 |
| #368 | 2009年2月7日 16:00 |                                    |                                       |                         | 呉市総合体育館（オークアリーナ） 観客数: 1,800人 主審: 塚本健 副審: 山田道人 |

#### 2月8日
| #369 | 2009年2月8日 13:00 |                                  |                               |                                      |                                                        |
| #369 | 2009年2月8日 13:00 | サントリーサンバーズ （13勝5敗） | 3 - 0 (25-19) (25-20) (25-23) | 大分三好ヴァイセアドラー （1勝17敗） | 東京体育館 観客数: 2,500人 主審: 小柴滋 副審: 堀越由高 |
| #369 | 2009年2月8日 13:00 |                                  |                               |                                      | 東京体育館 観客数: 2,500人 主審: 小柴滋 副審: 堀越由高 |

| #370 | 2009年2月8日 15:00 |                              |                               |                            |                                                        |
| #370 | 2009年2月8日 15:00 | NECブルーロケッツ （9勝9敗） | 0 - 3 (17-25) (15-25) (21-25) | 東レ・アローズ （12勝6敗） | 東京体育館 観客数: 2,650人 主審: 村上成司 副審: 村中伸 |
| #370 | 2009年2月8日 15:00 |                              |                               |                            | 東京体育館 観客数: 2,650人 主審: 村上成司 副審: 村中伸 |

| #371 | 2009年2月8日 13:00 |                            |                       |                                    |                                                                                |
| #371 | 2009年2月8日 13:00 | 堺ブレイザーズ （10勝8敗） | 3 - 0 (25-20) (25-22) | パナソニックパンサーズ （10勝8敗） | 呉市総合体育館（オークアリーナ） 観客数: 1,800人 主審: 石井洋壮 副審: 冨田博一 |
| #371 | 2009年2月8日 13:00 |                            |                       |                                    | 呉市総合体育館（オークアリーナ） 観客数: 1,800人 主審: 石井洋壮 副審: 冨田博一 |

| #372 | 2009年2月8日 15:00 |                                  |                               |                         |                                                                              |
| #372 | 2009年2月8日 15:00 | 豊田合成トレフェルサ （8勝10敗） | 3 - 0 (25-21) (25-23) (25-22) | JTサンダーズ （9勝9敗） | 呉市総合体育館（オークアリーナ） 観客数: 2,050人 主審: 山田道人 副審: 塚本健 |
| #372 | 2009年2月8日 15:00 |                                  |                               |                         | 呉市総合体育館（オークアリーナ） 観客数: 2,050人 主審: 山田道人 副審: 塚本健 |

#### 2月14日
| #373 | 2009年2月14日 13:05 |                                  |                                               |                                      |                                                                  |
| #373 | 2009年2月14日 13:05 | 豊田合成トレフェルサ （8勝11敗） | 2 - 3 (26-28) (25-22) (21-25) (25-21) (12-15) | 大分三好ヴァイセアドラー （2勝17敗） | パナソニックアリーナ 観客数: 1,520人 主審: 田野昭彦 副審: 建井敬 |
| #373 | 2009年2月14日 13:05 |                                  |                                               |                                      | パナソニックアリーナ 観客数: 1,520人 主審: 田野昭彦 副審: 建井敬 |

| #374 | 2009年2月14日 15:45 |                            |                                       |                                    |                                                                  |
| #374 | 2009年2月14日 15:45 | 東レ・アローズ （13勝6敗） | 3 - 1 (33-31) (26-28) (25-21) (25-19) | パナソニックパンサーズ （10勝9敗） | パナソニックアリーナ 観客数: 2,060人 主審: 小野将人 副審: 村中伸 |
| #374 | 2009年2月14日 15:45 |                            |                                       |                                    | パナソニックアリーナ 観客数: 2,060人 主審: 小野将人 副審: 村中伸 |

| #375 | 2009年2月14日 14:00 |                               |                       |                            |                                                                          |
| #375 | 2009年2月14日 14:00 | NECブルーロケッツ （9勝10敗） | 0 - 3 (20-25) (19-25) | 堺ブレイザーズ （11勝8敗） | 北九州市立総合体育館 観客数: 5,500人 主審: 塚本健 副審: チェ・ジョンスン |
| #375 | 2009年2月14日 14:00 |                               |                       |                            | 北九州市立総合体育館 観客数: 5,500人 主審: 塚本健 副審: チェ・ジョンスン |

| #376 | 2009年2月14日 16:00 |                          |                                       |                                  |                                                                    |
| #376 | 2009年2月14日 16:00 | JTサンダーズ （9勝10敗） | 1 - 3 (19-25) (25-22) (21-25) (26-28) | サントリーサンバーズ （14勝5敗） | 北九州市立総合体育館 観客数: 5,150人 主審: 中馬義朗 副審: 須藤義宏 |
| #376 | 2009年2月14日 16:00 |                          |                                       |                                  | 北九州市立総合体育館 観客数: 5,150人 主審: 中馬義朗 副審: 須藤義宏 |

#### 2月15日
| #377 | 2009年2月15日 13:10 |                            |                                               |                                  |                                                                    |
| #377 | 2009年2月15日 13:10 | 東レ・アローズ （13勝7敗） | 2 - 3 (21-25) (25-19) (25-20) (21-25) (11-15) | 豊田合成トレフェルサ （9勝11敗） | パナソニックアリーナ 観客数: 1,100人 主審: 田野昭彦 副審: 西中野健 |
| #377 | 2009年2月15日 13:10 |                            |                                               |                                  | パナソニックアリーナ 観客数: 1,100人 主審: 田野昭彦 副審: 西中野健 |

| #378 | 2009年2月15日 15:45 |                                      |                                       |                                    |                                                                  |
| #378 | 2009年2月15日 15:45 | 大分三好ヴァイセアドラー （2勝18敗） | 1 - 3 (23-25) (25-23) (18-25) (21-25) | パナソニックパンサーズ （11勝9敗） | パナソニックアリーナ 観客数: 1,550人 主審: 村中伸 副審: 小野将人 |
| #378 | 2009年2月15日 15:45 |                                      |                                       |                                    | パナソニックアリーナ 観客数: 1,550人 主審: 村中伸 副審: 小野将人 |

| #379 | 2009年2月15日 13:00 |                                  |                                               |                            |                                                                  |
| #379 | 2009年2月15日 13:00 | サントリーサンバーズ （15勝5敗） | 3 - 2 (20-25) (25-21) (22-25) (25-13) (15-10) | 堺ブレイザーズ （11勝9敗） | 北九州市立総合体育館 観客数: 8,013人 主審: 塚本健 副審: 須藤義宏 |
| #379 | 2009年2月15日 13:00 |                                  |                                               |                            | 北九州市立総合体育館 観客数: 8,013人 主審: 塚本健 副審: 須藤義宏 |

| #380 | 2009年2月15日 15:40 |                               |                                       |                           |                                                                            |
| #380 | 2009年2月15日 15:40 | NECブルーロケッツ （9勝11敗） | 1 - 3 (24-26) (25-20) (15-25) (21-25) | JTサンダーズ （10勝10敗） | 北九州市立総合体育館 観客数: 3,728人 主審: チェ・ジョンスン 副審: 中馬義朗 |
| #380 | 2009年2月15日 15:40 |                               |                                       |                           | 北九州市立総合体育館 観客数: 3,728人 主審: チェ・ジョンスン 副審: 中馬義朗 |

#### 2月21日
| #381 | 2009年2月21日 14:00 |                            |                                       |                                      |                                                              |
| #381 | 2009年2月21日 14:00 | 堺ブレイザーズ （12勝9敗） | 3 - 2 (25-21) (23-25) (35-37) (15-13) | 大分三好ヴァイセアドラー （2勝19敗） | 三島市民体育館 観客数: 1,200人 主審: 山本和良 副審: 加藤孝仁 |
| #381 | 2009年2月21日 14:00 |                            |                                       |                                      | 三島市民体育館 観客数: 1,200人 主審: 山本和良 副審: 加藤孝仁 |

| #382 | 2009年2月21日 16:55 |                           |                                               |                            |                                                              |
| #382 | 2009年2月21日 16:55 | JTサンダーズ （11勝10敗） | 3 - 2 (25-17) (21-25) (17-25) (25-23) (15-13) | 東レ・アローズ （13勝8敗） | 三島市民体育館 観客数: 1,450人 主審: 田野昭彦 副審: 田中昭彦 |
| #382 | 2009年2月21日 16:55 |                           |                                               |                            | 三島市民体育館 観客数: 1,450人 主審: 田野昭彦 副審: 田中昭彦 |

| #383 | 2009年2月21日 13:00 |                                     |                                               |                                  |                                                                                          |
| #383 | 2009年2月21日 13:00 | パナソニックパンサーズ （11勝10敗） | 2 - 3 (22-25) (25-14) (20-25) (25-22) (14-16) | サントリーサンバーズ （16勝5敗） | 合志市総合センター総合体育館（ヴィーブル） 観客数: 2,332人 主審: 小野将人 副審: 須藤義宏 |
| #383 | 2009年2月21日 13:00 |                                     |                                               |                                  | 合志市総合センター総合体育館（ヴィーブル） 観客数: 2,332人 主審: 小野将人 副審: 須藤義宏 |

| #384 | 2009年2月21日 15:45 |                                  |                                       |                                |                                                                                          |
| #384 | 2009年2月21日 15:45 | 豊田合成トレフェルサ （9勝12敗） | 1 - 3 (25-19) (22-25) (27-29) (17-25) | NECブルーロケッツ （10勝11敗） | 合志市総合センター総合体育館（ヴィーブル） 観客数: 2,771人 主審: 代居正巳 副審: 坂本紀一 |
| #384 | 2009年2月21日 15:45 |                                  |                                       |                                | 合志市総合センター総合体育館（ヴィーブル） 観客数: 2,771人 主審: 代居正巳 副審: 坂本紀一 |

#### 3Legの結果
| 順位 | チーム名                 | 試合数 | 勝数 | 敗数 | 勝率  | 備考           |
| ---- | ------------------------ | ------ | ---- | ---- | ----- | -------------- |
| 1    | サントリーサンバーズ     | 7      | 6    | 1    | 0.857 |                |
| 2    | 堺ブレイザーズ           | 7      | 5    | 2    | 0.714 | セット率 2.250 |
| 3    | 東レ・アローズ           | 7      | 5    | 2    | 0.714 | セット率 2.111 |
| 4    | 豊田合成トレフェルサ     | 7      | 3    | 4    | 0.429 | セット率 0.933 |
| 5    | パナソニック・パンサーズ | 7      | 3    | 4    | 0.429 | セット率 0.867 |
| 6    | JTサンダーズ             | 7      | 3    | 4    | 0.429 | セット率 0.733 |
| 7    | NECブルーロケッツ        | 7      | 2    | 5    | 0.286 |                |
| 8    | 大分三好ヴァイセアドラー | 7      | 1    | 6    | 0.143 |                |

### 4Leg

#### 2月22日
| #385 | 2009年2月22日 12:00 |                           |                               |                            |                                                              |
| #385 | 2009年2月22日 12:00 | JTサンダーズ （11勝11敗） | 0 - 3 (18-25) (21-25) (23-25) | 堺ブレイザーズ （13勝9敗） | 三島市民体育館 観客数: 1,100人 主審: 田中昭彦 副審: 加藤孝仁 |
| #385 | 2009年2月22日 12:00 |                           |                               |                            | 三島市民体育館 観客数: 1,100人 主審: 田中昭彦 副審: 加藤孝仁 |

| #386 | 2009年2月22日 14:00 |                            |                               |                                      |                                                              |
| #386 | 2009年2月22日 14:00 | 東レ・アローズ （14勝8敗） | 3 - 0 (25-21) (25-15) (25-20) | 大分三好ヴァイセアドラー （2勝20敗） | 三島市民体育館 観客数: 1,300人 主審: 山本和良 副審: 田野昭彦 |
| #386 | 2009年2月22日 14:00 |                            |                               |                                      | 三島市民体育館 観客数: 1,300人 主審: 山本和良 副審: 田野昭彦 |

| #387 | 2009年2月22日 12:00 |                                  |                               |                                  |                                                                  |
| #387 | 2009年2月22日 12:00 | 豊田合成トレフェルサ （9勝13敗） | 0 - 3 (21-25) (17-25) (24-26) | サントリーサンバーズ （17勝5敗） | 熊本県立総合体育館 観客数: 2,955人 主審: 小野将人 副審: 坂本紀一 |
| #387 | 2009年2月22日 12:00 |                                  |                               |                                  | 熊本県立総合体育館 観客数: 2,955人 主審: 小野将人 副審: 坂本紀一 |

| #388 | 2009年2月22日 14:00 |                                     |                                       |                                |                                                                  |
| #388 | 2009年2月22日 14:00 | パナソニックパンサーズ （12勝10敗） | 3 - 1 (25-20) (25-27) (25-19) (25-15) | NECブルーロケッツ （10勝12敗） | 熊本県立総合体育館 観客数: 3,286人 主審: 代居正巳 副審: 須藤義宏 |
| #388 | 2009年2月22日 14:00 |                                     |                                       |                                | 熊本県立総合体育館 観客数: 3,286人 主審: 代居正巳 副審: 須藤義宏 |

#### 3月7日
| #389 | 2009年3月7日 13:00 |                                  |                               |                                      |                                                                          |
| #389 | 2009年3月7日 13:00 | サントリーサンバーズ （18勝5敗） | 3 - 0 (25-17) (25-19) (25-23) | 大分三好ヴァイセアドラー （2勝21敗） | 山梨県小瀬スポーツ公園体育館 観客数: 1,943人 主審: 田中昭彦 副審: 冨田満 |
| #389 | 2009年3月7日 13:00 |                                  |                               |                                      | 山梨県小瀬スポーツ公園体育館 観客数: 1,943人 主審: 田中昭彦 副審: 冨田満 |

| #390 | 2009年3月7日 15:00 |                                  |                               |                            |                                                                            |
| #390 | 2009年3月7日 15:00 | 豊田合成トレフェルサ （9勝14敗） | 0 - 3 (18-25) (20-25) (18-25) | 東レ・アローズ （15勝8敗） | 山梨県小瀬スポーツ公園体育館 観客数: 2,021人 主審: 田野昭彦 副審: 大澤正弘 |
| #390 | 2009年3月7日 15:00 |                                  |                               |                            | 山梨県小瀬スポーツ公園体育館 観客数: 2,021人 主審: 田野昭彦 副審: 大澤正弘 |

| #391 | 2009年3月7日 13:05 |                             |                                       |                                |                                                                                          |
| #391 | 2009年3月7日 13:05 | 堺ブレイザーズ （13勝10敗） | 1 - 3 (25-23) (20-25) (21-25) (12-25) | NECブルーロケッツ （11勝12敗） | 広島県立総合体育館（広島グリーンアリーナ） 観客数: 2,670人 主審: 冨田博一 副審: 石井洋壮 |
| #391 | 2009年3月7日 13:05 |                             |                                       |                                | 広島県立総合体育館（広島グリーンアリーナ） 観客数: 2,670人 主審: 冨田博一 副審: 石井洋壮 |

| #392 | 2009年3月7日 15:20 |                           |                                               |                                     |                                                                                          |
| #392 | 2009年3月7日 15:20 | JTサンダーズ （11勝12敗） | 2 - 3 (22-25) (24-26) (25-23) (25-21) (13-15) | パナソニックパンサーズ （13勝10敗） | 広島県立総合体育館（広島グリーンアリーナ） 観客数: 3,110人 主審: 印藤智一 副審: 高橋弘二 |
| #392 | 2009年3月7日 15:20 |                           |                                               |                                     | 広島県立総合体育館（広島グリーンアリーナ） 観客数: 3,110人 主審: 印藤智一 副審: 高橋弘二 |

#### 3月8日
| #393 | 2009年3月8日 12:00 |                                  |                                       |                            |                                                                          |
| #393 | 2009年3月8日 12:00 | サントリーサンバーズ （18勝6敗） | 2 - 3 (21-25) (24-26) (25-21) (26-28) | 東レ・アローズ （16勝8敗） | 山梨県小瀬スポーツ公園体育館 観客数: 2,495人 主審: 冨田満 副審: 田中昭彦 |
| #393 | 2009年3月8日 12:00 |                                  |                                       |                            | 山梨県小瀬スポーツ公園体育館 観客数: 2,495人 主審: 冨田満 副審: 田中昭彦 |

| #394 | 2009年3月8日 14:55 |                                      |                       |                                   |                                                                            |
| #394 | 2009年3月8日 14:55 | 大分三好ヴァイセアドラー （2勝22敗） | 0 - 3 (21-25) (17-25) | 豊田合成トレフェルサ （10勝14敗） | 山梨県小瀬スポーツ公園体育館 観客数: 2,585人 主審: 田野昭彦 副審: 大澤正弘 |
| #394 | 2009年3月8日 14:55 |                                      |                       |                                   | 山梨県小瀬スポーツ公園体育館 観客数: 2,585人 主審: 田野昭彦 副審: 大澤正弘 |

| #395 | 2009年3月8日 13:00 |                             |                               |                                     |                                                                                          |
| #395 | 2009年3月8日 13:00 | 堺ブレイザーズ （14勝10敗） | 3 - 0 (25-21) (25-18) (25-21) | パナソニックパンサーズ （13勝11敗） | 広島県立総合体育館（広島グリーンアリーナ） 観客数: 2,650人 主審: 石井洋壮 副審: 冨田博一 |
| #395 | 2009年3月8日 13:00 |                             |                               |                                     | 広島県立総合体育館（広島グリーンアリーナ） 観客数: 2,650人 主審: 石井洋壮 副審: 冨田博一 |

| #396 | 2009年3月8日 15:00 |                           |                               |                                |                                                                                          |
| #396 | 2009年3月8日 15:00 | JTサンダーズ （12勝12敗） | 3 - 1 (25-27) (25-22) (25-14) | NECブルーロケッツ （11勝13敗） | 広島県立総合体育館（広島グリーンアリーナ） 観客数: 3,770人 主審: 印藤智一 副審: 高橋弘二 |
| #396 | 2009年3月8日 15:00 |                           |                               |                                | 広島県立総合体育館（広島グリーンアリーナ） 観客数: 3,770人 主審: 印藤智一 副審: 高橋弘二 |

#### 3月14日
| #397 | 2009年3月14日 13:05 |                                  |                               |                                |                                                                                          |
| #397 | 2009年3月14日 13:05 | サントリーサンバーズ （19勝6敗） | 3 - 0 (25-18) (25-21) (25-20) | NECブルーロケッツ （11勝14敗） | 交野市立総合体育施設（いきいきランド交野） 観客数: 1,500人 主審: 山本和良 副審: 石井洋壮 |
| #397 | 2009年3月14日 13:05 |                                  |                               |                                | 交野市立総合体育施設（いきいきランド交野） 観客数: 1,500人 主審: 山本和良 副審: 石井洋壮 |

| #398 | 2009年3月14日 15:05 |                                   |                       |                                     |                                                                                                  |
| #398 | 2009年3月14日 15:05 | 豊田合成トレフェルサ （10勝15敗） | 0 - 3 (19-25) (21-25) | パナソニックパンサーズ （14勝11敗） | 交野市立総合体育施設（いきいきランド交野） 観客数: 2,000人 主審: グレッグ・ルーオー 副審: 村中伸 |
| #398 | 2009年3月14日 15:05 |                                   |                       |                                     | 交野市立総合体育施設（いきいきランド交野） 観客数: 2,000人 主審: グレッグ・ルーオー 副審: 村中伸 |

| #399 | 2009年3月14日 14:00 |                            |                               |                           |                                                                  |
| #399 | 2009年3月14日 14:00 | 東レ・アローズ （17勝8敗） | 3 - 0 (26-24) (27-25) (25-19) | JTサンダーズ （12勝13敗） | 大分県立総合体育館 観客数: 2,200人 主審: 中馬義朗 副審: 寺嶋数秀 |
| #399 | 2009年3月14日 14:00 |                            |                               |                           | 大分県立総合体育館 観客数: 2,200人 主審: 中馬義朗 副審: 寺嶋数秀 |

| #400 | 2009年3月14日 16:00 |                             |                               |                                      |                                                                |
| #400 | 2009年3月14日 16:00 | 堺ブレイザーズ （15勝10敗） | 3 - 1 (21-25) (25-19) (25-17) | 大分三好ヴァイセアドラー （2勝22敗） | 大分県立総合体育館 観客数: 2,200人 主審: 塚本健 副審: 代居正巳 |
| #400 | 2009年3月14日 16:00 |                             |                               |                                      | 大分県立総合体育館 観客数: 2,200人 主審: 塚本健 副審: 代居正巳 |

#### 3月15日
| #401 | 2009年3月15日 13:00 |                                   |                                               |                                |                                                                                        |
| #401 | 2009年3月15日 13:00 | 豊田合成トレフェルサ （11勝15敗） | 3 - 2 (25-23) (17-25) (25-21) (28-30) (15-12) | NECブルーロケッツ （11勝15敗） | 交野市立総合体育施設（いきいきランド交野） 観客数: 1,800人 主審: 石井洋壮 副審: 村中伸 |
| #401 | 2009年3月15日 13:00 |                                   |                                               |                                | 交野市立総合体育施設（いきいきランド交野） 観客数: 1,800人 主審: 石井洋壮 副審: 村中伸 |

| #402 | 2009年3月15日 15:50 |                                  |                                       |                                     |                                                                                                  |
| #402 | 2009年3月15日 15:50 | サントリーサンバーズ （20勝6敗） | 3 - 1 (25-20) (25-21) (22-25) (26-24) | パナソニックパンサーズ （14勝12敗） | 交野市立総合体育施設（いきいきランド交野） 観客数: 2,500人 主審: グレッグ・ルーオー 副審: 江下毅 |
| #402 | 2009年3月15日 15:50 |                                  |                                       |                                     | 交野市立総合体育施設（いきいきランド交野） 観客数: 2,500人 主審: グレッグ・ルーオー 副審: 江下毅 |

| #403 | 2009年3月15日 13:00 |                            |                               |                             |                                                                |
| #403 | 2009年3月15日 13:00 | 東レ・アローズ （18勝8敗） | 3 - 0 (25-15) (25-19) (25-21) | 堺ブレイザーズ （15勝11敗） | 日田市総合体育館 観客数: 1,800人 主審: 中馬義朗 副審: 安東英児 |
| #403 | 2009年3月15日 13:00 |                            |                               |                             | 日田市総合体育館 観客数: 1,800人 主審: 中馬義朗 副審: 安東英児 |

| #404 | 2009年3月15日 15:00 |                                      |                               |                           |                                                              |
| #404 | 2009年3月15日 15:00 | 大分三好ヴァイセアドラー （2勝24敗） | 0 - 3 (24-26) (21-25) (19-25) | JTサンダーズ （13勝13敗） | 日田市総合体育館 観客数: 1,862人 主審: 代居正巳 副審: 塚本健 |
| #404 | 2009年3月15日 15:00 |                                      |                               |                           | 日田市総合体育館 観客数: 1,862人 主審: 代居正巳 副審: 塚本健 |

#### 3月21日
| #405 | 2009年3月21日 14:00 |                                   |                               |                             |                                                            |
| #405 | 2009年3月21日 14:00 | 豊田合成トレフェルサ （12勝15敗） | 3 - 0 (25-19) (25-18) (25-20) | 堺ブレイザーズ （15勝12敗） | 函館市民体育館 観客数: 1,600人 主審: 酒出修 副審: 明井寿枝 |
| #405 | 2009年3月21日 14:00 |                                   |                               |                             | 函館市民体育館 観客数: 1,600人 主審: 酒出修 副審: 明井寿枝 |

| #406 | 2009年3月21日 16:00 |                           |                               |                                  |                                                            |
| #406 | 2009年3月21日 16:00 | JTサンダーズ （13勝14敗） | 0 - 3 (24-26) (22-25) (21-25) | サントリーサンバーズ （21勝6敗） | 函館市民体育館 観客数: 1,700人 主審: 印藤智一 副審: 村中伸 |
| #406 | 2009年3月21日 16:00 |                           |                               |                                  | 函館市民体育館 観客数: 1,700人 主審: 印藤智一 副審: 村中伸 |

| #407 | 2009年3月21日 14:00 |                                     |                               |                                      |                                                              |
| #407 | 2009年3月21日 14:00 | パナソニックパンサーズ （15勝12敗） | 3 - 0 (25-14) (25-17) (25-20) | 大分三好ヴァイセアドラー （2勝25敗） | 鹿児島アリーナ 観客数: 1,950人 主審: 小野将人 副審: 中馬義朗 |
| #407 | 2009年3月21日 14:00 |                                     |                               |                                      | 鹿児島アリーナ 観客数: 1,950人 主審: 小野将人 副審: 中馬義朗 |

| #408 | 2009年3月21日 16:00 |                                |                               |                            |                                                              |
| #408 | 2009年3月21日 16:00 | NECブルーロケッツ （11勝16敗） | 0 - 3 (20-25) (10-25) (20-25) | 東レ・アローズ （19勝8敗） | 鹿児島アリーナ 観客数: 1,800人 主審: 田野昭彦 副審: 山田良太 |
| #408 | 2009年3月21日 16:00 |                                |                               |                            | 鹿児島アリーナ 観客数: 1,800人 主審: 田野昭彦 副審: 山田良太 |

#### 3月22日
| #409 | 2009年3月22日 13:00 |                                   |                                       |                           |                                                            |
| #409 | 2009年3月22日 13:00 | 豊田合成トレフェルサ （12勝16敗） | 1 - 3 (19-25) (22-25) (25-17) (21-25) | JTサンダーズ （14勝14敗） | 函館市民体育館 観客数: 1,700人 主審: 酒出修 副審: 明井寿枝 |
| #409 | 2009年3月22日 13:00 |                                   |                                       |                           | 函館市民体育館 観客数: 1,700人 主審: 酒出修 副審: 明井寿枝 |

| #410 | 2009年3月22日 15:20 |                             |                               |                                  |                                                            |
| #410 | 2009年3月22日 15:20 | 堺ブレイザーズ （15勝13敗） | 0 - 3 (23-25) (20-25) (17-25) | サントリーサンバーズ （22勝6敗） | 函館市民体育館 観客数: 1,750人 主審: 印藤智一 副審: 村中伸 |
| #410 | 2009年3月22日 15:20 |                             |                               |                                  | 函館市民体育館 観客数: 1,750人 主審: 印藤智一 副審: 村中伸 |

| #411 | 2009年3月22日 13:00 |                            |                                       |                                     |                                                                                              |
| #411 | 2009年3月22日 13:00 | 東レ・アローズ （20勝8敗） | 3 - 1 (23-25) (25-14) (25-17) (25-13) | パナソニックパンサーズ （15勝13敗） | 薩摩川内市運動公園体育館（サン・アリーナ川内） 観客数: 3,067人 主審: 中馬義朗 副審: 小野将人 |
| #411 | 2009年3月22日 13:00 |                            |                                       |                                     | 薩摩川内市運動公園体育館（サン・アリーナ川内） 観客数: 3,067人 主審: 中馬義朗 副審: 小野将人 |

| #412 | 2009年3月22日 15:10 |                                      |                                       |                                |                                                                                              |
| #412 | 2009年3月22日 15:10 | 大分三好ヴァイセアドラー （3勝25敗） | 3 - 1 (25-23) (18-25) (26-24) (25-20) | NECブルーロケッツ （11勝17敗） | 薩摩川内市運動公園体育館（サン・アリーナ川内） 観客数: 2,852人 主審: 田野昭彦 副審: 木内誠二 |
| #412 | 2009年3月22日 15:10 |                                      |                                       |                                | 薩摩川内市運動公園体育館（サン・アリーナ川内） 観客数: 2,852人 主審: 田野昭彦 副審: 木内誠二 |

#### 4Legの結果
| 順位 | チーム名                 | 試合数 | 勝数 | 敗数 | 勝率  | 備考           |
| ---- | ------------------------ | ------ | ---- | ---- | ----- | -------------- |
| 1    | 東レ・アローズ           | 7      | 7    | 0    | 1.000 |                |
| 2    | サントリーサンバーズ     | 7      | 6    | 1    | 0.857 |                |
| 3    | パナソニック・パンサーズ | 7      | 4    | 3    | 0.571 |                |
| 4    | JTサンダーズ             | 7      | 3    | 4    | 0.429 | セット率 0.786 |
| 5    | 堺ブレイザーズ           | 7      | 3    | 4    | 0.429 | セット率 0.769 |
| 6    | 豊田合成トレフェルサ     | 7      | 3    | 4    | 0.429 | セット率 0.714 |
| 7    | NECブルーロケッツ        | 7      | 1    | 6    | 0.143 | セット率 0.421 |
| 8    | 大分三好ヴァイセアドラー | 7      | 1    | 6    | 0.143 | セット率 0.211 |

### レギュラーラウンドの結果
| 順位 | チーム名                 | 試合数 | 勝数 | 敗数 | 勝率  | 備考           |
| ---- | ------------------------ | ------ | ---- | ---- | ----- | -------------- |
| 1    | サントリーサンバーズ     | 28     | 22   | 6    | 0.786 |                |
| 2    | 東レ・アローズ           | 28     | 20   | 8    | 0.714 |                |
| 3    | 堺ブレイザーズ           | 28     | 15   | 13   | 0.536 | セット率 1.167 |
| 4    | パナソニック・パンサーズ | 28     | 15   | 13   | 0.536 | セット率 1.074 |
| 5    | JTサンダーズ             | 28     | 14   | 14   | 0.500 |                |
| 6    | 豊田合成トレフェルサ     | 28     | 12   | 16   | 0.429 |                |
| 7    | NECブルーロケッツ        | 28     | 11   | 17   | 0.393 |                |
| 8    | 大分三好ヴァイセアドラー | 28     | 3    | 25   | 0.107 |                |

### セミファイナルラウンド

#### 4月3日
| #421 | 2009年4月3日 16:00 |                                  |                               |                              |                                                                                  |
| #421 | 2009年4月3日 16:00 | パナソニック・パンサーズ （1敗） | 0 - 3 (16-25) (31-33) (25-27) | サントリーサンバーズ （1勝） | 豊田市総合体育館（スカイホール豊田） 観客数: 1,630人 主審: 村上成司 副審: 塚本健 |
| #421 | 2009年4月3日 16:00 |                                  |                               |                              | 豊田市総合体育館（スカイホール豊田） 観客数: 1,630人 主審: 村上成司 副審: 塚本健 |

| #422 | 2009年4月3日 18:10 |                        |                               |                        |                                                                                  |
| #422 | 2009年4月3日 18:10 | 堺ブレイザーズ （1勝） | 3 - 0 (25-23) (25-18) (28-26) | 東レ・アローズ （1敗） | 豊田市総合体育館（スカイホール豊田） 観客数: 1,240人 主審: 酒出修 副審: 石井洋壮 |
| #422 | 2009年4月3日 18:10 |                        |                               |                        | 豊田市総合体育館（スカイホール豊田） 観客数: 1,240人 主審: 酒出修 副審: 石井洋壮 |

#### 4月4日
| #423 | 2009年4月4日 14:00 |                           |                                       |                                 |                                                                                    |
| #423 | 2009年4月4日 14:00 | 東レ・アローズ （1勝1敗） | 3 - 1 (20-25) (25-22) (25-20) (25-19) | サントリーサンバーズ （1勝1敗） | 豊田市総合体育館（スカイホール豊田） 観客数: 3,120人 主審: 石井洋壮 副審: 村上成司 |
| #423 | 2009年4月4日 14:00 |                           |                                       |                                 | 豊田市総合体育館（スカイホール豊田） 観客数: 3,120人 主審: 石井洋壮 副審: 村上成司 |

| #424 | 2009年4月4日 16:20 |                           |                                       |                                   |                                                                                |
| #424 | 2009年4月4日 16:20 | 堺ブレイザーズ （1勝1敗） | 1 - 3 (23-25) (21-25) (25-21) (23-25) | パナソニックパンサーズ （1勝1敗） | 豊田市総合体育館（スカイホール豊田） 観客数: 2,100人 主審: 塚本健 副審: 酒出修 |
| #424 | 2009年4月4日 16:20 |                           |                                       |                                   | 豊田市総合体育館（スカイホール豊田） 観客数: 2,100人 主審: 塚本健 副審: 酒出修 |

#### 4月5日
| #425 | 2009年4月5日 13:00 |                           |                               |                                 |                                                                                  |
| #425 | 2009年4月5日 13:00 | 堺ブレイザーズ （2勝1敗） | 3 - 0 (25-17) (25-22) (26-24) | サントリーサンバーズ （1勝2敗） | 豊田市総合体育館（スカイホール豊田） 観客数: 3,010人 主審: 酒出修 副審: 村上成司 |
| #425 | 2009年4月5日 13:00 |                           |                               |                                 | 豊田市総合体育館（スカイホール豊田） 観客数: 3,010人 主審: 酒出修 副審: 村上成司 |

| #426 | 2009年4月5日 15:00 |                           |                                       |                                   |                                                                                  |
| #426 | 2009年4月5日 15:00 | 東レ・アローズ （2勝1敗） | 3 - 1 (25-21) (25-23) (20-25) (25-22) | パナソニックパンサーズ （1勝2敗） | 豊田市総合体育館（スカイホール豊田） 観客数: 2,230人 主審: 石井洋壮 副審: 塚本健 |
| #426 | 2009年4月5日 15:00 |                           |                                       |                                   | 豊田市総合体育館（スカイホール豊田） 観客数: 2,230人 主審: 石井洋壮 副審: 塚本健 |

### ファイナルラウンド
3位決定戦
| #431 | 2009年4月12日 11:00 |                          |                               |                      |                                                        |
| #431 | 2009年4月12日 11:00 | パナソニック・パンサーズ | 3 - 0 (25-22) (27-25) (25-22) | サントリーサンバーズ | 東京体育館 観客数: 5,400人 主審: 冨田満 副審: 村上成司 |
| #431 | 2009年4月12日 11:00 |                          |                               |                      | 東京体育館 観客数: 5,400人 主審: 冨田満 副審: 村上成司 |

決勝
| #432 | 2009年4月12日 15:00 |                |                               |                |                                                          |
| #432 | 2009年4月12日 15:00 | 東レ・アローズ | 3 - 0 (29-27) (25-20) (25-23) | 堺ブレイザーズ | 東京体育館 観客数: 7,560人 主審: 印藤智一 副審: 石井洋壮 |
| #432 | 2009年4月12日 15:00 |                |                               |                | 東京体育館 観客数: 7,560人 主審: 印藤智一 副審: 石井洋壮 |

### 最終順位
| 順位   | チーム名                 | 備考             |
| ------ | ------------------------ | ---------------- |
| 優勝   | 東レ・アローズ           | 男女アベック優勝 |
| 準優勝 | 堺ブレイザーズ           |                  |
| 3      | パナソニック・パンサーズ |                  |
| 4      | サントリーサンバーズ     |                  |
| 5      | JTサンダーズ             |                  |
| 6      | 豊田合成トレフェルサ     |                  |
| 7      | NECブルーロケッツ        | 入替戦へ         |
| 8      | 大分三好ヴァイセアドラー | 入替戦へ         |

### 個人賞
| No. | 賞名             | 受賞者               | 所属チーム             | 備考                |
| --- | ---------------- | -------------------- | ---------------------- | ------------------- |
| 1   | 優勝監督賞       | 矢島久徳             | 東レ・アローズ         |                     |
| 2   | 最高殊勲選手賞   | デヤン・ボヨビッチ   | 東レ・アローズ         |                     |
| 3   | 敢闘賞           | 朝長孝介             | 堺ブレイザーズ         |                     |
| 4   | 最優秀新人賞     | 福澤達哉             | パナソニックパンサーズ |                     |
| 5   | ベスト6          | デヤン・ボヨビッチ   | 東レ・アローズ         |                     |
| 5   | ベスト6          | エンダキ・エムブレイ | 堺ブレイザーズ         |                     |
| 5   | ベスト6          | 越川優               | サントリーサンバーズ   |                     |
| 5   | ベスト6          | 山村宏太             | サントリーサンバーズ   |                     |
| 5   | ベスト6          | 富松崇彰             | 東レ・アローズ         |                     |
| 5   | ベスト6          | 栗原圭介             | サントリーサンバーズ   |                     |
| 6   | ベストリベロ賞   | 井上裕介             | 堺ブレイザーズ         |                     |
| 7   | レシーブ賞       | 田辺修               | 東レ・アローズ         |                     |
| 8   | 得点王           | エルナルド・ゴメス   | JTサンダーズ           | 総得点=674点        |
| 9   | スパイク賞       | 山村宏太             | サントリーサンバーズ   | 決定率=55.3%        |
| 10  | ブロック賞       | 北川祐介             | 豊田合成トレフェルサ   | 決定本数=0.91本/set |
| 11  | サーブ賞         | 越川優               | サントリーサンバーズ   | 効果率=16.7%        |
| 12  | サーブレシーブ賞 | 杉山マルコス         | サントリーサンバーズ   | 成功率=75.8%        |

### Vチャレンジ・マッチ（入替戦）

#### 4月4日
| #441 | 2009年4月4日 |                                                |                               |                                |                              |
| #441 | 2009年4月4日 | 大分三好ヴァイセアドラー （プレミアリーグ8位） | 0 - 3 (20-25) (24-26) (20-25) | FC東京 （チャレンジリーグ1位） | 大和スポーツセンター体育会館 |
| #441 | 2009年4月4日 |                                                |                               |                                | 大和スポーツセンター体育会館 |

| #442 | 2009年4月4日 |                                         |                                       |                                |                              |
| #442 | 2009年4月4日 | NECブルーロケッツ （プレミアリーグ7位） | 3 - 1 (21-25) (25-15) (25-19) (25-23) | 富士通 （チャレンジリーグ2位） | 大和スポーツセンター体育会館 |
| #442 | 2009年4月4日 |                                         |                                       |                                | 大和スポーツセンター体育会館 |

#### 4月5日
| #443 | 2009年4月4日 |                                                |                                       |                                |                              |
| #443 | 2009年4月4日 | 大分三好ヴァイセアドラー （プレミアリーグ8位） | 3 - 1 (23-25) (25-23) (24-26) (25-18) | FC東京 （チャレンジリーグ1位） | 大和スポーツセンター体育会館 |
| #443 | 2009年4月4日 |                                                |                                       |                                | 大和スポーツセンター体育会館 |

| #444 | 2009年4月4日 |                                         |                               |                                |                              |
| #444 | 2009年4月4日 | NECブルーロケッツ （プレミアリーグ7位） | 3 - 1 (25-22) (23-25) (25-20) | 富士通 （チャレンジリーグ2位） | 大和スポーツセンター体育会館 |
| #444 | 2009年4月4日 |                                         |                               |                                | 大和スポーツセンター体育会館 |

FC東京がセット率の差で、プレミアリーグ昇格を決めた。NECは残留を決めたが後に休部となった。大分三好はチャレンジリーグに降格となったが、NEC休部により繰り上げ昇格となった。

## 女子

### 参加チーム
| 前年順位 | チーム名                   | 備考 |
| -------- | -------------------------- | ---- |
| 1        | 東レ・アローズ             |      |
| 2        | JTマーヴェラス             |      |
| 3        | デンソー・エアリービーズ   |      |
| 4        | 久光製薬スプリングス       |      |
| 5        | NECレッドロケッツ          |      |
| 6        | 岡山シーガルズ             |      |
| 7        | トヨタ車体クインシーズ     |      |
| 8        | パイオニアレッドウィングス |      |

### 1Leg

#### 11月1日
| #501 | 2008年11月1日 11:05 |                                    |                                       |                                  |                                                                      |
| #501 | 2008年11月1日 11:05 | パイオニアレッドウィングス （1敗） | 1 - 3 (21-25) (25-19) (21-25) (17-25) | デンソー・エアリービーズ （1勝） | 浦安市運動公園総合体育館 観客数: 2,200人 主審: 勝又正 副審: 大塚達也 |
| #501 | 2008年11月1日 11:05 |                                    |                                       |                                  | 浦安市運動公園総合体育館 観客数: 2,200人 主審: 勝又正 副審: 大塚達也 |

| #502 | 2008年11月1日 13:36 |                              |                                       |                            |                                                                        |
| #502 | 2008年11月1日 13:36 | 久光製薬スプリングス （1勝） | 3 - 1 (25-17) (19-25) (25-19) (25-17) | 日立佐和リヴァーレ （1敗） | 浦安市運動公園総合体育館 観客数: 2,000人 主審: 小柴滋 副審: 阿部広太郎 |
| #502 | 2008年11月1日 13:36 |                              |                                       |                            | 浦安市運動公園総合体育館 観客数: 2,000人 主審: 小柴滋 副審: 阿部広太郎 |

| #503 | 2008年11月1日 16:03 |                        |                               |                                |                                                                        |
| #503 | 2008年11月1日 16:03 | 武富士バンブー （1勝） | 3 - 0 (25-23) (25-19) (25-18) | トヨタ車体クインシーズ （1敗） | 浦安市運動公園総合体育館 観客数: 2,000人 主審: 村上成司 副審: 田代英明 |
| #503 | 2008年11月1日 16:03 |                        |                               |                                | 浦安市運動公園総合体育館 観客数: 2,000人 主審: 村上成司 副審: 田代英明 |

| #504 | 2008年11月1日 13:05 |                           |                               |                        |                                                              |
| #504 | 2008年11月1日 13:05 | NECレッドロケッツ （1敗） | 0 - 3 (16-25) (21-25) (20-25) | 東レ・アローズ （1勝） | 大阪府立体育会館 観客数: 2,800人 主審: 田野昭彦 副審: 江下毅 |
| #504 | 2008年11月1日 13:05 |                           |                               |                        | 大阪府立体育会館 観客数: 2,800人 主審: 田野昭彦 副審: 江下毅 |

| #505 | 2008年11月1日 15:05 |                        |                                       |                        |                                                              |
| #505 | 2008年11月1日 15:05 | 岡山シーガルズ （1勝） | 3 - 1 (21-25) (25-19) (25-23) (25-19) | JTマーヴェラス （1敗） | 大阪府立体育会館 観客数: 2,800人 主審: 酒出修 副審: 山本和良 |
| #505 | 2008年11月1日 15:05 |                        |                                       |                        | 大阪府立体育会館 観客数: 2,800人 主審: 酒出修 副審: 山本和良 |

#### 11月2日
| #506 | 2008年11月2日 13:00 |                           |                                       |                           |                                                              |
| #506 | 2008年11月2日 13:00 | NECレッドロケッツ （2敗） | 1 - 3 (17-25) (25-16) (22-25) (23-25) | JTマーヴェラス （1勝1敗） | 大阪府立体育会館 観客数: 1,700人 主審: 山本和良 副審: 酒出修 |
| #506 | 2008年11月2日 13:00 |                           |                                       |                           | 大阪府立体育会館 観客数: 1,700人 主審: 山本和良 副審: 酒出修 |

#### 11月8日
| #507 | 2008年11月8日 13:00 |                                |                                               |                           |                                                                |
| #507 | 2008年11月8日 13:00 | トヨタ車体クインシーズ （2敗） | 2 - 3 (20-25) (25-18) (25-22) (23-25) (11-15) | JTマーヴェラス （2勝1敗） | 西尾市総合体育館 観客数: 1,567人 主審: 印藤智一 副審: 北村友香 |
| #507 | 2008年11月8日 13:00 |                                |                                               |                           | 西尾市総合体育館 観客数: 1,567人 主審: 印藤智一 副審: 北村友香 |

| #508 | 2008年11月8日 16:05 |                              |                                               |                                     |                                                                |
| #508 | 2008年11月8日 16:05 | NECレッドロケッツ （1勝2敗） | 3 - 2 (15-25) (31-29) (25-21) (25-27) (15-13) | デンソー・エアリービーズ （1勝1敗） | 西尾市総合体育館 観客数: 1,759人 主審: 高橋弘二 副審: 明井寿枝 |
| #508 | 2008年11月8日 16:05 |                              |                                               |                                     | 西尾市総合体育館 観客数: 1,759人 主審: 高橋弘二 副審: 明井寿枝 |

| #509 | 2008年11月8日 14:00 |                                 |                               |                        |                                                                            |
| #509 | 2008年11月8日 14:00 | 久光製薬スプリングス （1勝1敗） | 0 - 3 (18-25) (23-25) (20-25) | 岡山シーガルズ （2勝） | 高知県立春野総合運動公園体育館 観客数: 1,004人 主審: 酒出修 副審: 西山弘修 |
| #509 | 2008年11月8日 14:00 |                                 |                               |                        | 高知県立春野総合運動公園体育館 観客数: 1,004人 主審: 酒出修 副審: 西山弘修 |

| #510 | 2008年11月8日 16:00 |                                    |                                       |                        |                                                                                        |
| #510 | 2008年11月8日 16:00 | パイオニアレッドウィングス （2敗） | 3 - 3 (19-25) (17-25) (25-19) (27-29) | 武富士バンブー （2勝） | 高知県立春野総合運動公園体育館 観客数: 1,004人 主審: グレッグ・ルーオー 副審: 大塚春夫 |
| #510 | 2008年11月8日 16:00 |                                    |                                       |                        | 高知県立春野総合運動公園体育館 観客数: 1,004人 主審: グレッグ・ルーオー 副審: 大塚春夫 |

#### 11月9日
| #511 | 2008年11月9日 13:08 |                           |                              |                                     |                                                                                                |
| #511 | 2008年11月9日 13:08 | JTマーヴェラス （2勝2敗） | 0 - 3 (23-25) (17-25) (8-25) | デンソー・エアリービーズ （2勝1敗） | 刈谷市総合運動公園体育館（ウィングアリーナ刈谷） 観客数: 2,480人 主審: 明井寿枝 副審: 印藤智一 |
| #511 | 2008年11月9日 13:08 |                           |                              |                                     | 刈谷市総合運動公園体育館（ウィングアリーナ刈谷） 観客数: 2,480人 主審: 明井寿枝 副審: 印藤智一 |

| #512 | 2008年11月9日 15:00 |                                |                                       |                              |                                                                                                |
| #512 | 2008年11月9日 15:00 | トヨタ車体クインシーズ （3敗） | 1 - 3 (22-25) (21-25) (25-17) (23-25) | NECレッドロケッツ （2勝2敗） | 刈谷市総合運動公園体育館（ウィングアリーナ刈谷） 観客数: 2,410人 主審: 北村友香 副審: 高橋弘二 |
| #512 | 2008年11月9日 15:00 |                                |                                       |                              | 刈谷市総合運動公園体育館（ウィングアリーナ刈谷） 観客数: 2,410人 主審: 北村友香 副審: 高橋弘二 |

| #513 | 2008年11月9日 13:00 |                        |                                       |                           |                                                                          |
| #513 | 2008年11月9日 13:00 | 武富士バンブー （3勝） | 3 - 1 (25-23) (26-24) (21-25) (25-21) | 東レ・アローズ （1勝1敗） | 高知県立春野総合運動公園体育館 観客数: 1,682人 主審: 酒出修 副審: 永木寛 |
| #513 | 2008年11月9日 13:00 |                        |                                       |                           | 高知県立春野総合運動公園体育館 観客数: 1,682人 主審: 酒出修 副審: 永木寛 |

| #514 | 2008年11月9日 15:20 |                                 |                                       |                                    |                                                                                        |
| #514 | 2008年11月9日 15:20 | 久光製薬スプリングス （2勝1敗） | 3 - 1 (22-25) (25-15) (30-28) (25-22) | パイオニアレッドウィングス （3敗） | 高知県立春野総合運動公園体育館 観客数: 2,069人 主審: グレッグ・ルーオー 副審: 大塚春夫 |
| #514 | 2008年11月9日 15:20 |                                 |                                       |                                    | 高知県立春野総合運動公園体育館 観客数: 2,069人 主審: グレッグ・ルーオー 副審: 大塚春夫 |

#### 11月15日
| #515 | 2008年11月15日 14:00 |                           |                                               |                                       |                                                                  |
| #515 | 2008年11月15日 14:00 | 東レ・アローズ （1勝2敗） | 2 - 3 (25-21) (27-29) (23-25) (25-23) (12-15) | パイオニアレッドウィングス （1勝3敗） | 小真木原総合体育館 観客数: 2,569人 主審: 村上成司 副審: 山田道人 |
| #515 | 2008年11月15日 14:00 |                           |                                               |                                       | 小真木原総合体育館 観客数: 2,569人 主審: 村上成司 副審: 山田道人 |

#### 11月16日
| #516 | 2008年11月16日 13:00 |                           |                                              |                            |                                                                  |
| #516 | 2008年11月16日 13:00 | 東レ・アローズ （2勝2敗） | 3 - 2 (21-25) (14-25) (25-15) (25-16) (15-8) | 日立佐和リヴァーレ （2敗） | 酒田市国体記念体育館 観客数: 2,187人 主審: 村上成司 副審: 高橋智 |
| #516 | 2008年11月16日 13:00 |                           |                                              |                            | 酒田市国体記念体育館 観客数: 2,187人 主審: 村上成司 副審: 高橋智 |

| #517 | 2008年11月16日 15:30 |                                       |                                               |                           |                                                                      |
| #517 | 2008年11月16日 15:30 | パイオニアレッドウィングス （2勝3敗） | 3 - 2 (25-21) (23-25) (19-25) (25-23) (15-10) | JTマーヴェラス （2勝3敗） | 酒田市国体記念体育館 観客数: 2,998人 主審: 山田道人 副審: 阿部広太郎 |
| #517 | 2008年11月16日 15:30 |                                       |                                               |                           | 酒田市国体記念体育館 観客数: 2,998人 主審: 山田道人 副審: 阿部広太郎 |

#### 11月22日
| #518 | 2008年11月22日 14:00 |                            |                                       |                                     |                                                                |
| #518 | 2008年11月22日 14:00 | 日立佐和リヴァーレ （3敗） | 1 - 3 (19-25) (25-23) (21-25) (14-25) | デンソー・エアリービーズ （3勝1敗） | 長岡市市民体育館 観客数: 1,250人 主審: 田中昭彦 副審: 高野淳志 |
| #518 | 2008年11月22日 14:00 |                            |                                       |                                     | 長岡市市民体育館 観客数: 1,250人 主審: 田中昭彦 副審: 高野淳志 |

| #519 | 2008年11月22日 16:25 |                           |                               |                              |                                                                |
| #519 | 2008年11月22日 16:25 | 武富士バンブー （3勝1敗） | 0 - 3 (20-25) (21-25) (19-25) | NECレッドロケッツ （3勝2敗） | 長岡市市民体育館 観客数: 1,800人 主審: 高橋弘二 副審: 三見洋子 |
| #519 | 2008年11月22日 16:25 |                           |                               |                              | 長岡市市民体育館 観客数: 1,800人 主審: 高橋弘二 副審: 三見洋子 |

| #520 | 2008年11月22日 14:00 |                                |                                               |                        |                                                                              |
| #520 | 2008年11月22日 14:00 | トヨタ車体クインシーズ （4敗） | 2 - 3 (24-26) (22-25) (25-14) (25-21) (14-16) | 岡山シーガルズ （3勝） | いしかわ総合スポーツセンター 観客数: 1,870人 主審: 田野敏彦 副審: 波佐間英之 |
| #520 | 2008年11月22日 14:00 |                                |                                               |                        | いしかわ総合スポーツセンター 観客数: 1,870人 主審: 田野敏彦 副審: 波佐間英之 |

| #521 | 2008年11月22日 17:00 |                                 |                                               |                           |                                                                          |
| #521 | 2008年11月22日 17:00 | 久光製薬スプリングス （2勝2敗） | 2 - 3 (25-22) (25-19) (23-25) (20-25) (10-15) | 東レ・アローズ （3勝2敗） | いしかわ総合スポーツセンター 観客数: 2,560人 主審: 印藤智一 副審: 村中伸 |
| #521 | 2008年11月22日 17:00 |                                 |                                               |                           | いしかわ総合スポーツセンター 観客数: 2,560人 主審: 印藤智一 副審: 村中伸 |

#### 11月23日
| #522 | 2008年11月23日 13:00 |                            |                                       |                           |                                                                    |
| #522 | 2008年11月23日 13:00 | 日立佐和リヴァーレ （4敗） | 1 - 3 (18-25) (25-27) (25-22) (13-25) | JTマーヴェラス （3勝3敗） | リージョンプラザ上越 観客数: 3,300人 主審: 田中昭彦 副審: 高野淳志 |
| #522 | 2008年11月23日 13:00 |                            |                                       |                           | リージョンプラザ上越 観客数: 3,300人 主審: 田中昭彦 副審: 高野淳志 |

| #523 | 2008年11月23日 15:25 |                              |                                              |                                       |                                                                    |
| #523 | 2008年11月23日 15:25 | NECレッドロケッツ （3勝3敗） | 2 - 3 (24-26) (28-30) (25-18) (25-19) (6-15) | パイオニアレッドウィングス （3勝3敗） | リージョンプラザ上越 観客数: 3,480人 主審: 三見洋子 副審: 高橋弘二 |
| #523 | 2008年11月23日 15:25 |                              |                                              |                                       | リージョンプラザ上越 観客数: 3,480人 主審: 三見洋子 副審: 高橋弘二 |

| #524 | 2008年11月23日 13:00 |                                   |                                       |                                 |                                                                          |
| #524 | 2008年11月23日 13:00 | トヨタ車体クインシーズ （1勝4敗） | 3 - 1 (16-25) (29-27) (27-25) (25-17) | 久光製薬スプリングス （2勝3敗） | いしかわ総合スポーツセンター 観客数: 2,112人 主審: 村中伸 副審: 印藤智一 |
| #524 | 2008年11月23日 13:00 |                                   |                                       |                                 | いしかわ総合スポーツセンター 観客数: 2,112人 主審: 村中伸 副審: 印藤智一 |

| #525 | 2008年11月23日 15:30 |                           |                               |                           |                                                                          |
| #525 | 2008年11月23日 15:30 | 岡山シーガルズ （3勝1敗） | 0 - 3 (21-25) (27-29) (19-25) | 東レ・アローズ （4勝2敗） | いしかわ総合スポーツセンター 観客数: 2,266人 主審: 田野敏彦 副審: 大橋将 |
| #525 | 2008年11月23日 15:30 |                           |                               |                           | いしかわ総合スポーツセンター 観客数: 2,266人 主審: 田野敏彦 副審: 大橋将 |

#### 11月29日
| #526 | 2008年11月29日 13:05 |                                   |                                       |                                     |                                                                  |
| #526 | 2008年11月29日 13:05 | トヨタ車体クインシーズ （1勝5敗） | 1 - 3 (25-22) (21-25) (20-25) (25-27) | デンソー・エアリービーズ （4勝1敗） | 岸和田市総合体育館 観客数: 1,450人 主審: 小野将人 副審: 田野敏彦 |
| #526 | 2008年11月29日 13:05 |                                   |                                       |                                     | 岸和田市総合体育館 観客数: 1,450人 主審: 小野将人 副審: 田野敏彦 |

| #527 | 2008年11月29日 15:30 |                              |                                               |                            |                                                                |
| #527 | 2008年11月29日 15:30 | NECレッドロケッツ （4勝3敗） | 3 - 2 (25-13) (25-20) (22-25) (27-29) (15-12) | 日立佐和リヴァーレ （5敗） | 岸和田市総合体育館 観客数: 1,170人 主審: 田野昭彦 副審: 建井敬 |
| #527 | 2008年11月29日 15:30 |                              |                                               |                            | 岸和田市総合体育館 観客数: 1,170人 主審: 田野昭彦 副審: 建井敬 |

| #528 | 2008年11月29日 14:00 |                                 |                                       |                           |                                                                    |
| #528 | 2008年11月29日 14:00 | 久光製薬スプリングス （3勝3敗） | 3 - 1 (22-25) (25-22) (25-17) (25-19) | 武富士バンブー （3勝2敗） | 加古川市立総合体育館 観客数: 2,010人 主審: 山本和良 副審: 石井洋壮 |
| #528 | 2008年11月29日 14:00 |                                 |                                       |                           | 加古川市立総合体育館 観客数: 2,010人 主審: 山本和良 副審: 石井洋壮 |

#### 11月30日
| #529 | 2008年11月30日 13:00 |                            |                                       |                           |                                                              |
| #529 | 2008年11月30日 13:00 | 日立佐和リヴァーレ （6敗） | 1 - 3 (25-22) (16-25) (20-25) (17-25) | 武富士バンブー （4勝2敗） | 岸和田市総合体育館 観客数: 470人 主審: 田野敏彦 副審: 江下毅 |
| #529 | 2008年11月30日 13:00 |                            |                                       |                           | 岸和田市総合体育館 観客数: 470人 主審: 田野敏彦 副審: 江下毅 |

| #530 | 2008年11月30日 13:00 |                                 |                                       |                              |                                                                                              |
| #530 | 2008年11月30日 13:00 | 久光製薬スプリングス （3勝4敗） | 1 - 3 (25-23) (20-25) (18-25) (21-25) | NECレッドロケッツ （5勝3敗） | 神戸総合運動公園体育館（グリーンアリーナ神戸） 観客数: 3,500人 主審: 山本和良 副審: 大塚春夫 |
| #530 | 2008年11月30日 13:00 |                                 |                                       |                              | 神戸総合運動公園体育館（グリーンアリーナ神戸） 観客数: 3,500人 主審: 山本和良 副審: 大塚春夫 |

| #531 | 2008年11月30日 15:35 |                                     |                                       |                           |                                                                                              |
| #531 | 2008年11月30日 15:35 | デンソー・エアリービーズ （5勝1敗） | 3 - 1 (26-24) (24-26) (25-20) (25-23) | 岡山シーガルズ （3勝2敗） | 神戸総合運動公園体育館（グリーンアリーナ神戸） 観客数: 2,500人 主審: 石井洋壮 副審: 江口忠臣 |
| #531 | 2008年11月30日 15:35 |                                     |                                       |                           | 神戸総合運動公園体育館（グリーンアリーナ神戸） 観客数: 2,500人 主審: 石井洋壮 副審: 江口忠臣 |

#### 12月6日
| #532 | 2008年12月6日 14:00 |                           |                               |                            |                                                                    |
| #532 | 2008年12月6日 14:00 | 岡山シーガルズ （4勝2敗） | 3 - 0 (25-20) (25-14) (25-13) | 日立佐和リヴァーレ （7敗） | 山陽ふれあい公園体育館 観客数: 874人 主審: 北村友香 副審: 山本和良 |
| #532 | 2008年12月6日 14:00 |                           |                               |                            | 山陽ふれあい公園体育館 観客数: 874人 主審: 北村友香 副審: 山本和良 |

| #533 | 2008年12月6日 16:00 |                                       |                                               |                                   |                                                                                |
| #533 | 2008年12月6日 16:00 | パイオニアレッドウィングス （4勝3敗） | 3 - 2 (25-22) (29-27) (15-25) (20-25) (15-13) | トヨタ車体クインシーズ （1勝6敗） | 山陽ふれあい公園体育館 観客数: 956人 主審: グレッグ・ルーオー 副審: 千代延靖夫 |
| #533 | 2008年12月6日 16:00 |                                       |                                               |                                   | 山陽ふれあい公園体育館 観客数: 956人 主審: グレッグ・ルーオー 副審: 千代延靖夫 |

| #534 | 2008年12月6日 14:00 |                                 |                               |                                     |                                                            |
| #534 | 2008年12月6日 14:00 | 久光製薬スプリングス （3勝5敗） | 1 - 3 (25-23) (21-25) (20-25) | デンソー・エアリービーズ （6勝1敗） | 佐賀県総合体育館 観客数: 1,969人 主審: 塚本健 副審: 酒出修 |
| #534 | 2008年12月6日 14:00 |                                 |                               |                                     | 佐賀県総合体育館 観客数: 1,969人 主審: 塚本健 副審: 酒出修 |

| #535 | 2008年12月6日 16:30 |                           |                                              |                           |                                                                |
| #535 | 2008年12月6日 16:30 | JTマーヴェラス （3勝4敗） | 2 - 3 (26-24) (14-25) (23-25) (25-18) (8-15) | 東レ・アローズ （5勝2敗） | 佐賀県総合体育館 観客数: 2,548人 主審: 代居正巳 副審: 溝口正勝 |
| #535 | 2008年12月6日 16:30 |                           |                                              |                           | 佐賀県総合体育館 観客数: 2,548人 主審: 代居正巳 副審: 溝口正勝 |

#### 12月7日
| #536 | 2008年12月7日 13:00 |                           |                                       |                                       |                                                                                |
| #536 | 2008年12月7日 13:00 | 岡山シーガルズ （5勝2敗） | 3 - 1 (25-12) (25-14) (24-26) (25-11) | パイオニアレッドウィングス （4勝4敗） | 山陽ふれあい公園体育館 観客数: 1,000人 主審: グレッグ・ルーオー 副審: 北村友香 |
| #536 | 2008年12月7日 13:00 |                           |                                       |                                       | 山陽ふれあい公園体育館 観客数: 1,000人 主審: グレッグ・ルーオー 副審: 北村友香 |

| #537 | 2008年12月7日 15:25 |                                   |                                       |                            |                                                                        |
| #537 | 2008年12月7日 15:25 | トヨタ車体クインシーズ （2勝6敗） | 3 - 1 (26-24) (26-28) (25-22) (25-21) | 日立佐和リヴァーレ （8敗） | 山陽ふれあい公園体育館 観客数: 1,200人 主審: 山本和良 副審: 千代延靖夫 |
| #537 | 2008年12月7日 15:25 |                                   |                                       |                            | 山陽ふれあい公園体育館 観客数: 1,200人 主審: 山本和良 副審: 千代延靖夫 |

| #538 | 2008年12月7日 13:00 |                                 |                               |                           |                                                            |
| #538 | 2008年12月7日 13:00 | 久光製薬スプリングス （4勝5敗） | 3 - 0 (25-16) (25-21) (25-22) | JTマーヴェラス （3勝5敗） | 佐賀県総合体育館 観客数: 2,190人 主審: 酒出修 副審: 塚本健 |
| #538 | 2008年12月7日 13:00 |                                 |                               |                           | 佐賀県総合体育館 観客数: 2,190人 主審: 酒出修 副審: 塚本健 |

| #539 | 2008年12月7日 15:00 |                           |                                               |                                     |                                                                |
| #539 | 2008年12月7日 15:00 | 武富士バンブー （4勝3敗） | 2 - 3 (17-25) (25-20) (26-24) (19-25) (13-15) | デンソー・エアリービーズ （7勝1敗） | 佐賀県総合体育館 観客数: 2,408人 主審: 代居正巳 副審: 瀬戸隆英 |
| #539 | 2008年12月7日 15:00 |                           |                                               |                                     | 佐賀県総合体育館 観客数: 2,408人 主審: 代居正巳 副審: 瀬戸隆英 |

#### 12月13日
| #540 | 2008年12月13日 14:00 |                                       |                               |                            |                                                                               |
| #540 | 2008年12月13日 14:00 | パイオニアレッドウィングス （5勝4敗） | 3 - 0 (25-23) (25-15) (27-25) | 日立佐和リヴァーレ （9敗） | 深谷市総合体育館（深谷ビッグタートル） 観客数: 人 主審: 冨田満 副審: 浅井唯由 |
| #540 | 2008年12月13日 14:00 |                                       |                               |                            | 深谷市総合体育館（深谷ビッグタートル） 観客数: 人 主審: 冨田満 副審: 浅井唯由 |

| #541 | 2008年12月13日 16:10 |                           |                                       |                           |                                                                                    |
| #541 | 2008年12月13日 16:10 | 岡山シーガルズ （6勝2敗） | 3 - 1 (25-21) (25-23) (21-25) (25-12) | 武富士バンブー （4勝4敗） | 深谷市総合体育館（深谷ビッグタートル） 観客数: 1,630人 主審: 勝又正 副審: 田中昭彦 |
| #541 | 2008年12月13日 16:10 |                           |                                       |                           | 深谷市総合体育館（深谷ビッグタートル） 観客数: 1,630人 主審: 勝又正 副審: 田中昭彦 |

| #542 | 2008年12月13日 13:05 |                           |                               |                                     |                                                              |
| #542 | 2008年12月13日 13:05 | 東レ・アローズ （5勝3敗） | 0 - 3 (19-25) (21-25) (20-25) | デンソー・エアリービーズ （8勝1敗） | 滋賀県立体育館 観客数: 2,140人 主審: 田野昭彦 副審: 北村友香 |
| #542 | 2008年12月13日 13:05 |                           |                               |                                     | 滋賀県立体育館 観客数: 2,140人 主審: 田野昭彦 副審: 北村友香 |

#### 12月14日
| #543 | 2008年12月14日 13:08 |                              |                       |                           |                                                                                    |
| #543 | 2008年12月14日 13:08 | NECレッドロケッツ （5勝4敗） | 1 - 3 (25-14) (23-25) | 岡山シーガルズ （7勝2敗） | 深谷市総合体育館（深谷ビッグタートル） 観客数: 1,479人 主審: 勝又正 副審: 浅井唯由 |
| #543 | 2008年12月14日 13:08 |                              |                       |                           | 深谷市総合体育館（深谷ビッグタートル） 観客数: 1,479人 主審: 勝又正 副審: 浅井唯由 |

| #544 | 2008年12月14日 15:40 |                           |                                               |                           |                                                                                      |
| #544 | 2008年12月14日 15:40 | JTマーヴェラス （3勝6敗） | 2 - 3 (25-20) (25-22) (21-25) (19-25) (12-15) | 武富士バンブー （5勝4敗） | 深谷市総合体育館（深谷ビッグタートル） 観客数: 1,923人 主審: 田中昭彦 副審: 田代英明 |
| #544 | 2008年12月14日 15:40 |                           |                                               |                           | 深谷市総合体育館（深谷ビッグタートル） 観客数: 1,923人 主審: 田中昭彦 副審: 田代英明 |

| #545 | 2008年12月14日 13:00 |                           |                       |                                   |                                                              |
| #545 | 2008年12月14日 13:00 | 東レ・アローズ （6勝3敗） | 3 - 0 (25-21) (25-19) | トヨタ車体クインシーズ （2勝7敗） | 滋賀県立体育館 観客数: 2,065人 主審: 北村友香 副審: 田野昭彦 |
| #545 | 2008年12月14日 13:00 |                           |                       |                                   | 滋賀県立体育館 観客数: 2,065人 主審: 北村友香 副審: 田野昭彦 |

#### 1Legの結果
| 順位 | チーム名                   | 試合数 | 勝数 | 敗数 | 勝率  | 備考           |
| ---- | -------------------------- | ------ | ---- | ---- | ----- | -------------- |
| 1    | デンソー・エアリービーズ   | 9      | 8    | 1    | 0.889 |                |
| 2    | 岡山シーガルズ             | 9      | 7    | 2    | 0.778 |                |
| 3    | 東レ・アローズ             | 9      | 6    | 3    | 0.667 |                |
| 4    | 武富士バンブー             | 9      | 5    | 4    | 0.556 | セット率 1.118 |
| 5    | NECレッドロケッツ          | 9      | 5    | 4    | 0.556 | セット率 1.066 |
| 6    | パイオニアレッドウィングス | 9      | 5    | 4    | 0.556 | セット率 0.950 |
| 7    | 久光製薬スプリングス       | 9      | 4    | 5    | 0.444 |                |
| 8    | JTマーヴェラス             | 9      | 3    | 6    | 0.333 |                |
| 9    | トヨタ車体クインシーズ     | 9      | 2    | 7    | 0.222 |                |
| 10   | 日立佐和リヴァーレ         | 9      | 0    | 9    | 0.000 |                |

### 2Leg

#### 1月10日
| #546 | 2009年1月10日 13:05 |                                   |                               |                           |                                                                |
| #546 | 2009年1月10日 13:05 | トヨタ車体クインシーズ （3勝7敗） | 3 - 0 (25-20) (25-21) (25-16) | JTマーヴェラス （3勝7敗） | 大阪市中央体育館 観客数: 2,500人 主審: 田中昭彦 副審: 小野将人 |
| #546 | 2009年1月10日 13:05 |                                   |                               |                           | 大阪市中央体育館 観客数: 2,500人 主審: 田中昭彦 副審: 小野将人 |

| #547 | 2009年1月10日 15:05 |                                       |                       |                              |                                                              |
| #547 | 2009年1月10日 15:05 | パイオニアレッドウィングス （5勝5敗） | 0 - 3 (20-25) (22-25) | NECレッドロケッツ （6勝4敗） | 大阪市中央体育館 観客数: 2,000人 主審: 江下毅 副審: 西中野健 |
| #547 | 2009年1月10日 15:05 |                                       |                       |                              | 大阪市中央体育館 観客数: 2,000人 主審: 江下毅 副審: 西中野健 |

| #548 | 2009年1月10日 14:00 |                           |                               |                           |                                                                                            |
| #548 | 2009年1月10日 14:00 | 武富士バンブー （5勝5敗） | 1 - 3 (25-22) (16-25) (21-25) | 岡山シーガルズ （8勝2敗） | 岡山県総合グラウンド体育館（桃太郎アリーナ） 観客数: 1,221人 主審: 田野昭彦 副審: 三見洋子 |
| #548 | 2009年1月10日 14:00 |                           |                               |                           | 岡山県総合グラウンド体育館（桃太郎アリーナ） 観客数: 1,221人 主審: 田野昭彦 副審: 三見洋子 |

| #549 | 2009年1月10日 16:25 |                                 |                               |                             |                                                                                              |
| #549 | 2009年1月10日 16:25 | 久光製薬スプリングス （5勝5敗） | 3 - 0 (25-21) (25-20) (25-21) | 日立佐和リヴァーレ （10敗） | 岡山県総合グラウンド体育館（桃太郎アリーナ） 観客数: 1,334人 主審: 印藤智一 副審: 千代延靖夫 |
| #549 | 2009年1月10日 16:25 |                                 |                               |                             | 岡山県総合グラウンド体育館（桃太郎アリーナ） 観客数: 1,334人 主審: 印藤智一 副審: 千代延靖夫 |

#### 1月11日
| #550 | 2009年1月11日 13:00 |                                 |                                       |                           |                                                                                |
| #550 | 2009年1月11日 13:00 | 久光製薬スプリングス （6勝5敗） | 3 - 1 (18-25) (25-22) (25-20) (25-17) | 武富士バンブー （5勝6敗） | 鳥取県立米子産業体育館 観客数: 2,000人 主審: 冨田博一 副審: グレッグ・ルーオー |
| #550 | 2009年1月11日 13:00 |                                 |                                       |                           | 鳥取県立米子産業体育館 観客数: 2,000人 主審: 冨田博一 副審: グレッグ・ルーオー |

| #551 | 2009年1月11日 15:25 |                           |                               |                           |                                                                      |
| #551 | 2009年1月11日 15:25 | JTマーヴェラス （4勝7敗） | 3 - 1 (22-25) (25-20) (25-22) | 東レ・アローズ （6勝4敗） | 鳥取県立米子産業体育館 観客数: 2,000人 主審: 石井洋壮 副審: 村上伴樹 |
| #551 | 2009年1月11日 15:25 |                           |                               |                           | 鳥取県立米子産業体育館 観客数: 2,000人 主審: 石井洋壮 副審: 村上伴樹 |

| #552 | 2009年1月11日 13:00 |                             |                               |                           |                                                                                            |
| #552 | 2009年1月11日 13:00 | 日立佐和リヴァーレ （11敗） | 0 - 3 (24-26) (18-25) (16-25) | 岡山シーガルズ （9勝2敗） | 岡山県総合グラウンド体育館（桃太郎アリーナ） 観客数: 1,050人 主審: 三見洋子 副審: 田野昭彦 |
| #552 | 2009年1月11日 13:00 |                             |                               |                           | 岡山県総合グラウンド体育館（桃太郎アリーナ） 観客数: 1,050人 主審: 三見洋子 副審: 田野昭彦 |

| #553 | 2009年1月11日 15:00 |                                   |                                       |                                     |                                                                                            |
| #553 | 2009年1月11日 15:00 | トヨタ車体クインシーズ （3勝8敗） | 1 - 3 (10-25) (14-25) (25-19) (23-25) | デンソー・エアリービーズ （9勝1敗） | 岡山県総合グラウンド体育館（桃太郎アリーナ） 観客数: 1,400人 主審: 印藤智一 副審: 小坂宣利 |
| #553 | 2009年1月11日 15:00 |                                   |                                       |                                     | 岡山県総合グラウンド体育館（桃太郎アリーナ） 観客数: 1,400人 主審: 印藤智一 副審: 小坂宣利 |

#### 1月12日
| #554 | 2009年1月12日 13:00 |                           |                               |                                       |                                                                                |
| #554 | 2009年1月12日 13:00 | 東レ・アローズ （7勝4敗） | 3 - 0 (25-19) (25-21) (25-15) | パイオニアレッドウィングス （5勝6敗） | 鳥取県立米子産業体育館 観客数: 2,500人 主審: グレッグ・ルーオー 副審: 冨田博一 |
| #554 | 2009年1月12日 13:00 |                           |                               |                                       | 鳥取県立米子産業体育館 観客数: 2,500人 主審: グレッグ・ルーオー 副審: 冨田博一 |

| #555 | 2009年1月12日 15:00 |                           |                       |                                      |                                                                      |
| #555 | 2009年1月12日 15:00 | JTマーヴェラス （4勝8敗） | 0 - 3 (23-25) (17-25) | デンソー・エアリービーズ （10勝1敗） | 鳥取県立米子産業体育館 観客数: 2,500人 主審: 石井洋壮 副審: 村上伴樹 |
| #555 | 2009年1月12日 15:00 |                           |                       |                                      | 鳥取県立米子産業体育館 観客数: 2,500人 主審: 石井洋壮 副審: 村上伴樹 |

| #556 | 2009年1月12日 13:00 |                                   |                                       |                           |                                                                                            |
| #556 | 2009年1月12日 13:00 | トヨタ車体クインシーズ （4勝8敗） | 3 - 1 (19-25) (25-22) (25-16) (25-19) | 岡山シーガルズ （9勝3敗） | 岡山県総合グラウンド体育館（桃太郎アリーナ） 観客数: 1,800人 主審: 印藤智一 副審: 三見洋子 |
| #556 | 2009年1月12日 13:00 |                                   |                                       |                           | 岡山県総合グラウンド体育館（桃太郎アリーナ） 観客数: 1,800人 主審: 印藤智一 副審: 三見洋子 |

| #557 | 2009年1月12日 15:30 |                              |                               |                             |                                                                                              |
| #557 | 2009年1月12日 15:30 | NECレッドロケッツ （7勝4敗） | 3 - 0 (27-25) (25-17) (25-19) | 日立佐和リヴァーレ （12敗） | 岡山県総合グラウンド体育館（桃太郎アリーナ） 観客数: 2,000人 主審: 田野昭彦 副審: 千代延靖夫 |
| #557 | 2009年1月12日 15:30 |                              |                               |                             | 岡山県総合グラウンド体育館（桃太郎アリーナ） 観客数: 2,000人 主審: 田野昭彦 副審: 千代延靖夫 |

#### 1月17日
| #558 | 2009年1月17日 14:00 |                              |                               |                           |                                                                    |
| #558 | 2009年1月17日 14:00 | NECレッドロケッツ （8勝4敗） | 3 - 0 (25-22) (26-24) (25-22) | 岡山シーガルズ （9勝4敗） | 川崎市とどろきアリーナ 観客数: 2,200人 主審: 江下毅 副審: 田代英明 |
| #558 | 2009年1月17日 14:00 |                              |                               |                           | 川崎市とどろきアリーナ 観客数: 2,200人 主審: 江下毅 副審: 田代英明 |

| #559 | 2009年1月17日 16:05 |                                 |                                              |                           |                                                                  |
| #559 | 2009年1月17日 16:05 | 久光製薬スプリングス （6勝6敗） | 2 - 3 (25-21) (17-25) (25-19) (19-25) (8-15) | 東レ・アローズ （8勝4敗） | 川崎市とどろきアリーナ 観客数: 2,600人 主審: 勝又正 副審: 澤達大 |
| #559 | 2009年1月17日 16:05 |                                 |                                              |                           | 川崎市とどろきアリーナ 観客数: 2,600人 主審: 勝又正 副審: 澤達大 |

| #560 | 2009年1月17日 13:05 |                           |                               |                           |                                                                        |
| #560 | 2009年1月17日 13:05 | JTマーヴェラス （5勝8敗） | 3 - 1 (21-25) (25-21) (25-20) | 武富士バンブー （5勝7敗） | 尼崎市記念公園総合体育館 観客数: 3,100人 主審: 明井寿枝 副審: 冨田博一 |
| #560 | 2009年1月17日 13:05 |                           |                               |                           | 尼崎市記念公園総合体育館 観客数: 3,100人 主審: 明井寿枝 副審: 冨田博一 |

| #561 | 2009年1月17日 15:30 |                                      |                               |                                       |                                                                      |
| #561 | 2009年1月17日 15:30 | デンソー・エアリービーズ （10勝2敗） | 0 - 3 (23-25) (17-25) (22-25) | パイオニアレッドウィングス （6勝6敗） | 尼崎市記念公園総合体育館 観客数: 2,600人 主審: 冨田満 副審: 楳谷昌彦 |
| #561 | 2009年1月17日 15:30 |                                      |                               |                                       | 尼崎市記念公園総合体育館 観客数: 2,600人 主審: 冨田満 副審: 楳谷昌彦 |

#### 1月18日
| #562 | 2009年1月18日 13:10 |                           |                                       |                              |                                                                    |
| #562 | 2009年1月18日 13:10 | 東レ・アローズ （8勝5敗） | 1 - 3 (24-26) (20-25) (25-22) (18-25) | NECレッドロケッツ （9勝4敗） | 川崎市とどろきアリーナ 観客数: 2,300人 主審: 田代英明 副審: 江下毅 |
| #562 | 2009年1月18日 13:10 |                           |                                       |                              | 川崎市とどろきアリーナ 観客数: 2,300人 主審: 田代英明 副審: 江下毅 |

| #563 | 2009年1月18日 15:40 |                                 |                                               |                           |                                                                  |
| #563 | 2009年1月18日 15:40 | 久光製薬スプリングス （7勝6敗） | 3 - 2 (26-24) (21-25) (25-18) (22-25) (15-10) | 岡山シーガルズ （9勝5敗） | 川崎市とどろきアリーナ 観客数: 2,600人 主審: 勝又正 副審: 澤達大 |
| #563 | 2009年1月18日 15:40 |                                 |                                               |                           | 川崎市とどろきアリーナ 観客数: 2,600人 主審: 勝又正 副審: 澤達大 |

| #564 | 2009年1月18日 13:00 |                                       |                               |                           |                                                                                            |
| #564 | 2009年1月18日 13:00 | パイオニアレッドウィングス （7勝6敗） | 3 - 1 (15-25) (26-24) (25-13) | JTマーヴェラス （5勝9敗） | 神戸総合運動公園体育館（グリーンアリーナ神戸） 観客数: 3,800人 主審: 冨田満 副審: 明井寿枝 |
| #564 | 2009年1月18日 13:00 |                                       |                               |                           | 神戸総合運動公園体育館（グリーンアリーナ神戸） 観客数: 3,800人 主審: 冨田満 副審: 明井寿枝 |

| #565 | 2009年1月18日 15:25 |                           |                               |                                      |                                                                                              |
| #565 | 2009年1月18日 15:25 | 武富士バンブー （6勝7敗） | 3 - 0 (26-24) (25-20) (25-23) | デンソー・エアリービーズ （10勝3敗） | 神戸総合運動公園体育館（グリーンアリーナ神戸） 観客数: 2,800人 主審: 冨田博一 副審: 江口忠臣 |
| #565 | 2009年1月18日 15:25 |                           |                               |                                      | 神戸総合運動公園体育館（グリーンアリーナ神戸） 観客数: 2,800人 主審: 冨田博一 副審: 江口忠臣 |

#### 1月24日
| #566 | 2009年1月24日 14:00 |                             |                               |                           |                                                                  |
| #566 | 2009年1月24日 14:00 | 日立佐和リヴァーレ （13敗） | 0 - 3 (13-25) (25-27) (15-25) | 東レ・アローズ （9勝5敗） | 米子市営体育館 観客数: 1,780人 主審: 阿部広太郎 副審: 佐々木一孝 |
| #566 | 2009年1月24日 14:00 |                             |                               |                           | 米子市営体育館 観客数: 1,780人 主審: 阿部広太郎 副審: 佐々木一孝 |

| #567 | 2009年1月24日 16:00 |                           |                                       |                                       |                                                              |
| #567 | 2009年1月24日 16:00 | 武富士バンブー （7勝7敗） | 3 - 2 (25-19) (20-25) (21-25) (15-13) | パイオニアレッドウィングス （7勝7敗） | 米子市営体育館 観客数: 1,880人 主審: 村上成司 副審: 山田道人 |
| #567 | 2009年1月24日 16:00 |                           |                                       |                                       | 米子市営体育館 観客数: 1,880人 主審: 村上成司 副審: 山田道人 |

| #568 | 2009年1月24日 13:05 |                                      |                                       |                               |                                                        |
| #568 | 2009年1月24日 13:05 | デンソー・エアリービーズ （10勝4敗） | 1 - 3 (18-25) (22-25) (25-15) (18-25) | NECレッドロケッツ （10勝4敗） | 東京体育館 観客数: 2,300人 主審: 印藤智一 副審: 村中伸 |
| #568 | 2009年1月24日 13:05 |                                      |                                       |                               | 東京体育館 観客数: 2,300人 主審: 印藤智一 副審: 村中伸 |

| #569 | 2009年1月24日 15:30 |                                   |                                              |                                 |                                                          |
| #569 | 2009年1月24日 15:30 | トヨタ車体クインシーズ （4勝9敗） | 2 - 3 (21-25) (20-25) (25-21) (25-17) (9-15) | 久光製薬スプリングス （8勝6敗） | 東京体育館 観客数: 2,000人 主審: 大塚達也 副審: 及川千春 |
| #569 | 2009年1月24日 15:30 |                                   |                                              |                                 | 東京体育館 観客数: 2,000人 主審: 大塚達也 副審: 及川千春 |

#### 1月25日
| #570 | 2009年1月25日 15:00 |                           |                               |                            |                                                                |
| #570 | 2009年1月25日 15:00 | 武富士バンブー （7勝8敗） | 0 - 3 (23-25) (22-25) (16-25) | 東レ・アローズ （10勝5敗） | 米沢市営体育館 観客数: 1,720人 主審: 村上成司 副審: 佐々木一孝 |
| #570 | 2009年1月25日 15:00 |                           |                               |                            | 米沢市営体育館 観客数: 1,720人 主審: 村上成司 副審: 佐々木一孝 |

| #571 | 2009年1月25日 13:05 |                                       |                               |                             |                                                                |
| #571 | 2009年1月25日 13:05 | パイオニアレッドウィングス （8勝7敗） | 3 - 0 (25-20) (25-15) (25-12) | 日立佐和リヴァーレ （14敗） | 米沢市営体育館 観客数: 2,050人 主審: 山田道人 副審: 阿部広太郎 |
| #571 | 2009年1月25日 13:05 |                                       |                               |                             | 米沢市営体育館 観客数: 2,050人 主審: 山田道人 副審: 阿部広太郎 |

| #572 | 2009年1月25日 13:05 |                               |                       |                                    |                                                        |
| #572 | 2009年1月25日 13:05 | NECレッドロケッツ （11勝4敗） | 3 - 0 (25-17) (25-19) | トヨタ車体クインシーズ （4勝10敗） | 東京体育館 観客数: 2,700人 主審: 村中伸 副審: 印藤智一 |
| #572 | 2009年1月25日 13:05 |                               |                       |                                    | 東京体育館 観客数: 2,700人 主審: 村中伸 副審: 印藤智一 |

| #573 | 2009年1月25日 15:05 |                            |                                       |                            |                                                          |
| #573 | 2009年1月25日 15:05 | 岡山シーガルズ （10勝5敗） | 3 - 1 (25-23) (20-25) (25-22) (25-13) | JTマーヴェラス （5勝10敗） | 東京体育館 観客数: 2,400人 主審: 大塚達也 副審: 饗庭和恵 |
| #573 | 2009年1月25日 15:05 |                            |                                       |                            | 東京体育館 観客数: 2,400人 主審: 大塚達也 副審: 饗庭和恵 |

#### 1月31日
| #574 | 2009年1月31日 13:00 |                               |                                              |                                 |                                                                |
| #574 | 2009年1月31日 13:00 | NECレッドロケッツ （11勝5敗） | 2 - 3 (23-25) (19-25) (25-13) (33-31) (9-15) | 久光製薬スプリングス （9勝6敗） | 石岡運動公園体育館 観客数: 1,444人 主審: 村上成司 副審: 松代寛 |
| #574 | 2009年1月31日 13:00 |                               |                                              |                                 | 石岡運動公園体育館 観客数: 1,444人 主審: 村上成司 副審: 松代寛 |

| #575 | 2009年1月31日 15:50 |                             |                               |                                      |                                                                |
| #575 | 2009年1月31日 15:50 | 日立佐和リヴァーレ （15敗） | 0 - 3 (15-25) (21-25) (14-25) | デンソー・エアリービーズ （11勝4敗） | 石岡運動公園体育館 観客数: 1,477人 主審: 冨田満 副審: 大塚達也 |
| #575 | 2009年1月31日 15:50 |                             |                               |                                      | 石岡運動公園体育館 観客数: 1,477人 主審: 冨田満 副審: 大塚達也 |

| #576 | 2009年1月31日 13:00 |                            |                                       |                            |                                                                    |
| #576 | 2009年1月31日 13:00 | 東レ・アローズ （11勝5敗） | 3 - 1 (25-22) (25-20) (21-25) (25-15) | 岡山シーガルズ （10勝6敗） | 名護市21世紀の森体育館 観客数: 1,298人 主審: 塚本健 副審: 田野昭彦 |
| #576 | 2009年1月31日 13:00 |                            |                                       |                            | 名護市21世紀の森体育館 観客数: 1,298人 主審: 塚本健 副審: 田野昭彦 |

| #577 | 2009年1月31日 15:18 |                                    |                               |                           |                                                                      |
| #577 | 2009年1月31日 15:18 | トヨタ車体クインシーズ （5勝10敗） | 3 - 0 (25-23) (25-12) (25-18) | 武富士バンブー （7勝9敗） | 名護市21世紀の森体育館 観客数: 1,704人 主審: 田野敏彦 副審: 安里克二 |
| #577 | 2009年1月31日 15:18 |                                    |                               |                           | 名護市21世紀の森体育館 観客数: 1,704人 主審: 田野敏彦 副審: 安里克二 |

#### 2月1日
| #578 | 2009年2月1日 13:00 |                                      |                                               |                                  |                                                                |
| #578 | 2009年2月1日 13:00 | デンソー・エアリービーズ （11勝5敗） | 2 - 3 (25-22) (25-12) (20-25) (22-25) (13-15) | 久光製薬スプリングス （10勝6敗） | かなくぼ総合体育館 観客数: 1,453人 主審: 大塚達也 副審: 松代寛 |
| #578 | 2009年2月1日 13:00 |                                      |                                               |                                  | かなくぼ総合体育館 観客数: 1,453人 主審: 大塚達也 副審: 松代寛 |

| #579 | 2009年2月1日 15:40 |                             |                               |                            |                                                                |
| #579 | 2009年2月1日 15:40 | 日立佐和リヴァーレ （16敗） | 0 - 3 (10-25) (19-25) (24-26) | JTマーヴェラス （6勝10敗） | かなくぼ総合体育館 観客数: 1,640人 主審: 冨田満 副審: 村上成司 |
| #579 | 2009年2月1日 15:40 |                             |                               |                            | かなくぼ総合体育館 観客数: 1,640人 主審: 冨田満 副審: 村上成司 |

| #580 | 2009年2月1日 13:00 |                            |                                              |                                    |                                                              |
| #580 | 2009年2月1日 13:00 | 東レ・アローズ （11勝6敗） | 2 - 3 (20-25) (25-17) (25-20) (21-25) (9-15) | トヨタ車体クインシーズ （6勝10敗） | 那覇市民体育館 観客数: 2,999人 主審: 田野敏彦 副審: 安里克二 |
| #580 | 2009年2月1日 13:00 |                            |                                              |                                    | 那覇市民体育館 観客数: 2,999人 主審: 田野敏彦 副審: 安里克二 |

| #581 | 2009年2月1日 15:40 |                            |                                               |                                       |                                                            |
| #581 | 2009年2月1日 15:40 | 岡山シーガルズ （11勝6敗） | 3 - 2 (25-22) (22-25) (15-25) (25-21) (15-13) | パイオニアレッドウィングス （8勝8敗） | 那覇市民体育館 観客数: 3,670人 主審: 田野昭彦 副審: 塚本健 |
| #581 | 2009年2月1日 15:40 |                            |                                               |                                       | 那覇市民体育館 観客数: 3,670人 主審: 田野昭彦 副審: 塚本健 |

#### 2月7日
| #582 | 2009年2月7日 14:00 |                             |                                       |                                    |                                                                            |
| #582 | 2009年2月7日 14:00 | 日立佐和リヴァーレ （17敗） | 1 - 3 (25-23) (19-25) (16-25) (20-25) | トヨタ車体クインシーズ （7勝10敗） | 岡崎市中央総合公園総合体育館 観客数: 1,450人 主審: 三見洋子 副審: 田野敏彦 |
| #582 | 2009年2月7日 14:00 |                             |                                       |                                    | 岡崎市中央総合公園総合体育館 観客数: 1,450人 主審: 三見洋子 副審: 田野敏彦 |

| #583 | 2009年2月7日 16:25 |                                      |                                              |                            |                                                                            |
| #583 | 2009年2月7日 16:25 | デンソー・エアリービーズ （12勝5敗） | 3 - 2 (22-25) (19-25) (25-23) (25-18) (15-7) | 岡山シーガルズ （11勝7敗） | 岡崎市中央総合公園総合体育館 観客数: 1,250人 主審: 大塚達也 副審: 山本和良 |
| #583 | 2009年2月7日 16:25 |                                      |                                              |                            | 岡崎市中央総合公園総合体育館 観客数: 1,250人 主審: 大塚達也 副審: 山本和良 |

| #584 | 2009年2月7日 14:05 |                                       |                                               |                                  |                                                                                |
| #584 | 2009年2月7日 14:05 | パイオニアレッドウィングス （8勝9敗） | 2 - 3 (25-20) (20-25) (25-19) (20-25) (10-15) | 久光製薬スプリングス （11勝6敗） | 岐阜メモリアルセンター（で愛ドーム） 観客数: 3,438人 主審: 勝又正 副審: 江下毅 |
| #584 | 2009年2月7日 14:05 |                                       |                                               |                                  | 岐阜メモリアルセンター（で愛ドーム） 観客数: 3,438人 主審: 勝又正 副審: 江下毅 |

| #585 | 2009年2月7日 16:45 |                            |                               |                               |                                                                                  |
| #585 | 2009年2月7日 16:45 | JTマーヴェラス （7勝10敗） | 3 - 0 (25-17) (25-19) (25-18) | NECレッドロケッツ （11勝6敗） | 岐阜メモリアルセンター（で愛ドーム） 観客数: 3,956人 主審: 高橋弘二 副審: 辻知幸 |
| #585 | 2009年2月7日 16:45 |                            |                               |                               | 岐阜メモリアルセンター（で愛ドーム） 観客数: 3,956人 主審: 高橋弘二 副審: 辻知幸 |

#### 2月8日
| #586 | 2009年2月8日 13:10 |                                        |                       |                                    |                                                                            |
| #586 | 2009年2月8日 13:10 | パイオニアレッドウィングス （8勝10敗） | 0 - 3 (16-25) (23-25) | トヨタ車体クインシーズ （8勝10敗） | 岡崎市中央総合公園総合体育館 観客数: 3,650人 主審: 山本和良 副審: 大塚達也 |
| #586 | 2009年2月8日 13:10 |                                        |                       |                                    | 岡崎市中央総合公園総合体育館 観客数: 3,650人 主審: 山本和良 副審: 大塚達也 |

| #587 | 2009年2月8日 15:12 |                                      |                                              |                            |                                                                            |
| #587 | 2009年2月8日 15:12 | デンソー・エアリービーズ （12勝6敗） | 2 - 3 (16-25) (27-25) (17-25) (25-21) (7-15) | 東レ・アローズ （12勝6敗） | 岡崎市中央総合公園総合体育館 観客数: 3,650人 主審: 田野敏彦 副審: 三見洋子 |
| #587 | 2009年2月8日 15:12 |                                      |                                              |                            | 岡崎市中央総合公園総合体育館 観客数: 3,650人 主審: 田野敏彦 副審: 三見洋子 |

| #588 | 2009年2月8日 13:00 |                            |                               |                                  |                                                                    |
| #588 | 2009年2月8日 13:00 | JTマーヴェラス （7勝11敗） | 0 - 3 (22-25) (21-25) (18-25) | 久光製薬スプリングス （12勝6敗） | 東美濃ふれあいセンター 観客数: 2,727人 主審: 高橋弘二 副審: 勝又正 |
| #588 | 2009年2月8日 13:00 |                            |                               |                                  | 東美濃ふれあいセンター 観客数: 2,727人 主審: 高橋弘二 副審: 勝又正 |

| #589 | 2009年2月8日 15:00 |                            |                                       |                               |                                                                    |
| #589 | 2009年2月8日 15:00 | 武富士バンブー （7勝10敗） | 1 - 3 (23-25) (22-25) (27-25) (17-25) | NECレッドロケッツ （12勝6敗） | 東美濃ふれあいセンター 観客数: 3,006人 主審: 江下毅 副審: 新海正和 |
| #589 | 2009年2月8日 15:00 |                            |                                       |                               | 東美濃ふれあいセンター 観客数: 3,006人 主審: 江下毅 副審: 新海正和 |

#### 2月14日
| #591 | 2009年2月14日 16:05 |                            |                               |                             |                                                                  |
| #591 | 2009年2月14日 16:05 | 武富士バンブー （8勝10敗） | 3 - 0 (25-19) (25-22) (25-11) | 日立佐和リヴァーレ （18敗） | 越谷市立総合体育館 観客数: 1,708人 主審: 明井寿枝 副審: 大塚達也 |
| #591 | 2009年2月14日 16:05 |                            |                               |                             | 越谷市立総合体育館 観客数: 1,708人 主審: 明井寿枝 副審: 大塚達也 |

#### 2Legの結果
| 順位 | チーム名                   | 試合数 | 勝数 | 敗数 | 勝率  | 備考           |
| ---- | -------------------------- | ------ | ---- | ---- | ----- | -------------- |
| 1    | 久光製薬スプリングス       | 9      | 8    | 1    | 0.889 |                |
| 2    | NECレッドロケッツ          | 9      | 7    | 2    | 0.778 |                |
| 3    | トヨタ車体クインシーズ     | 9      | 6    | 3    | 0.667 | セット率 1.615 |
| 4    | 東レ・アローズ             | 9      | 6    | 3    | 0.667 | セット率 1.571 |
| 5    | 岡山シーガルズ             | 9      | 4    | 5    | 0.444 | セット率 0.947 |
| 6    | デンソー・エアリービーズ   | 9      | 4    | 5    | 0.444 | セット率 0.944 |
| 7    | JTマーヴェラス             | 9      | 4    | 5    | 0.444 | セット率 0.824 |
| 8    | パイオニアレッドウィングス | 9      | 3    | 6    | 0.333 | セット率 0.789 |
| 9    | 武富士バンブー             | 9      | 3    | 6    | 0.333 | セット率 0.650 |
| 10   | 日立佐和リヴァーレ         | 9      | 0    | 9    | 0.000 |                |

### 3Leg

#### 2月14日
| #590 | 2009年2月14日 14:00 |                               |                       |                                    |                                                                    |
| #590 | 2009年2月14日 14:00 | NECレッドロケッツ （13勝6敗） | 3 - 0 (25-23) (25-20) | トヨタ車体クインシーズ （8勝11敗） | 越谷市立総合体育館 観客数: 1,425人 主審: 阿部広太郎 副審: 浅井唯由 |
| #590 | 2009年2月14日 14:00 |                               |                       |                                    | 越谷市立総合体育館 観客数: 1,425人 主審: 阿部広太郎 副審: 浅井唯由 |

| #592 | 2009年2月14日 14:00 |                                        |                               |                                  |                                                                    |
| #592 | 2009年2月14日 14:00 | パイオニアレッドウィングス （9勝10敗） | 3 - 0 (25-23) (25-21) (25-13) | 久光製薬スプリングス （12勝7敗） | 加古川市立総合体育館 観客数: 3,000人 主審: 田野敏彦 副審: 荒木和仁 |
| #592 | 2009年2月14日 14:00 |                                        |                               |                                  | 加古川市立総合体育館 観客数: 3,000人 主審: 田野敏彦 副審: 荒木和仁 |

| #593 | 2009年2月14日 16:00 |                            |                                       |                            |                                                                  |
| #593 | 2009年2月14日 16:00 | JTマーヴェラス （8勝11敗） | 3 - 1 (25-20) (28-30) (25-22) (25-21) | 東レ・アローズ （12勝7敗） | 加古川市立総合体育館 観客数: 3,200人 主審: 冨田満 副審: 北村友香 |
| #593 | 2009年2月14日 16:00 |                            |                                       |                            | 加古川市立総合体育館 観客数: 3,200人 主審: 冨田満 副審: 北村友香 |

#### 2月15日
| #594 | 2009年2月15日 13:00 |                                    |                               |                             |                                                                  |
| #594 | 2009年2月15日 13:00 | トヨタ車体クインシーズ （9勝11敗） | 3 - 0 (25-21) (25-18) (25-21) | 日立佐和リヴァーレ （19敗） | 越谷市立総合体育館 観客数: 1,401人 主審: 大塚達也 副審: 中里明啓 |
| #594 | 2009年2月15日 13:00 |                                    |                               |                             | 越谷市立総合体育館 観客数: 1,401人 主審: 大塚達也 副審: 中里明啓 |

| #595 | 2009年2月15日 15:00 |                               |                                               |                            |                                                                    |
| #595 | 2009年2月15日 15:00 | NECレッドロケッツ （14勝6敗） | 3 - 2 (25-20) (18-25) (25-20) (19-25) (15-12) | 武富士バンブー （8勝11敗） | 越谷市立総合体育館 観客数: 1,972人 主審: 阿部広太郎 副審: 明井寿枝 |
| #595 | 2009年2月15日 15:00 |                               |                                               |                            | 越谷市立総合体育館 観客数: 1,972人 主審: 阿部広太郎 副審: 明井寿枝 |

| #596 | 2009年2月15日 13:00 |                            |                               |                                  |                                                                |
| #596 | 2009年2月15日 13:00 | 東レ・アローズ （13勝7敗） | 3 - 1 (25-16) (22-25) (26-24) | 久光製薬スプリングス （12勝8敗） | 姫路市立中央体育館 観客数: 3,200人 主審: 北村友香 副審: 冨田満 |
| #596 | 2009年2月15日 13:00 |                            |                               |                                  | 姫路市立中央体育館 観客数: 3,200人 主審: 北村友香 副審: 冨田満 |

| #597 | 2009年2月15日 15:15 |                                         |                                       |                            |                                                                  |
| #597 | 2009年2月15日 15:15 | パイオニアレッドウィングス （10勝10敗） | 3 - 1 (22-25) (25-23) (25-10) (25-19) | 岡山シーガルズ （11勝8敗） | 姫路市立中央体育館 観客数: 2,900人 主審: 田野敏彦 副審: 荒木和仁 |
| #597 | 2009年2月15日 15:15 |                                         |                                       |                            | 姫路市立中央体育館 観客数: 2,900人 主審: 田野敏彦 副審: 荒木和仁 |

#### 2月21日
| #598 | 2009年2月21日 15:06 |                             |                       |                                      |                                                                            |
| #598 | 2009年2月21日 15:06 | 日立佐和リヴァーレ （20敗） | 0 - 3 (19-25) (18-25) | デンソー・エアリービーズ （13勝6敗） | 山形県総合運動公園総合体育館 観客数: 3,400人 主審: 印藤智一 副審: 石井正宏 |
| #598 | 2009年2月21日 15:06 |                             |                       |                                      | 山形県総合運動公園総合体育館 観客数: 3,400人 主審: 印藤智一 副審: 石井正宏 |

| #599 | 2009年2月21日 13:05 |                                         |                       |                               |                                                                              |
| #599 | 2009年2月21日 13:05 | パイオニアレッドウィングス （10勝11敗） | 0 - 3 (25-27) (22-25) | NECレッドロケッツ （15勝6敗） | 山形県総合運動公園総合体育館 観客数: 4,865人 主審: 阿部広太郎 副審: 村上成司 |
| #599 | 2009年2月21日 13:05 |                                         |                       |                               | 山形県総合運動公園総合体育館 観客数: 4,865人 主審: 阿部広太郎 副審: 村上成司 |

| #600 | 2009年2月21日 14:00 |                                  |                                               |                            |                                                              |
| #600 | 2009年2月21日 14:00 | 久光製薬スプリングス （13勝8敗） | 3 - 2 (25-15) (21-25) (28-26) (17-25) (15-10) | 岡山シーガルズ （11勝9敗） | 佐賀県総合体育館 観客数: 1,330人 主審: 塚本健 副審: 山本晋五 |
| #600 | 2009年2月21日 14:00 |                                  |                                               |                            | 佐賀県総合体育館 観客数: 1,330人 主審: 塚本健 副審: 山本晋五 |

| #601 | 2009年2月21日 16:50 |                            |                       |                                     |                                                                |
| #601 | 2009年2月21日 16:50 | JTマーヴェラス （8勝12敗） | 0 - 3 (19-25) (22-25) | トヨタ車体クインシーズ （10勝11敗） | 佐賀県総合体育館 観客数: 1,866人 主審: 中馬義郎 副審: 溝口正勝 |
| #601 | 2009年2月21日 16:50 |                            |                       |                                     | 佐賀県総合体育館 観客数: 1,866人 主審: 中馬義郎 副審: 溝口正勝 |

#### 2月22日
| #602 | 2009年2月22日 12:00 |                               |                                       |                             |                                                                            |
| #602 | 2009年2月22日 12:00 | NECレッドロケッツ （16勝6敗） | 3 - 1 (25-21) (20-25) (26-24) (25-18) | 日立佐和リヴァーレ （21敗） | 山形県総合運動公園総合体育館 観客数: 3,200人 主審: 印藤智一 副審: 石井正宏 |
| #602 | 2009年2月22日 12:00 |                               |                                       |                             | 山形県総合運動公園総合体育館 観客数: 3,200人 主審: 印藤智一 副審: 石井正宏 |

| #603 | 2009年2月22日 14:32 |                                         |                       |                                      |                                                                              |
| #603 | 2009年2月22日 14:32 | パイオニアレッドウィングス （11勝11敗） | 3 - 0 (25-23) (27-25) | デンソー・エアリービーズ （13勝7敗） | 山形県総合運動公園総合体育館 観客数: 4,410人 主審: 村上成司 副審: 阿部広太郎 |
| #603 | 2009年2月22日 14:32 |                                         |                       |                                      | 山形県総合運動公園総合体育館 観客数: 4,410人 主審: 村上成司 副審: 阿部広太郎 |

| #604 | 2009年2月22日 13:00 |                                  |                                       |                                     |                                                              |
| #604 | 2009年2月22日 13:00 | 久光製薬スプリングス （14勝8敗） | 3 - 1 (25-21) (27-25) (21-25) (25-17) | トヨタ車体クインシーズ （10勝12敗） | 佐賀県総合体育館 観客数: 1,462人 主審: 塚本健 副審: 山本晋五 |
| #604 | 2009年2月22日 13:00 |                                  |                                       |                                     | 佐賀県総合体育館 観客数: 1,462人 主審: 塚本健 副審: 山本晋五 |

| #605 | 2009年2月22日 15:25 |                            |                                       |                            |                                                                |
| #605 | 2009年2月22日 15:25 | JTマーヴェラス （8勝13敗） | 1 - 3 (22-25) (27-25) (22-25) (17-25) | 岡山シーガルズ （12勝9敗） | 佐賀県総合体育館 観客数: 1,929人 主審: 中馬義郎 副審: 溝口正勝 |
| #605 | 2009年2月22日 15:25 |                            |                                       |                            | 佐賀県総合体育館 観客数: 1,929人 主審: 中馬義郎 副審: 溝口正勝 |

#### 2月28日
| #606 | 2009年2月28日 14:00 |                                  |                                              |                             |                                                                |
| #606 | 2009年2月28日 14:00 | 久光製薬スプリングス （15勝8敗） | 3 - 2 (19-25) (25-21) (20-25) (25-21) (15-9) | 日立佐和リヴァーレ （22敗） | 西部総合公園体育館 観客数: 1,300人 主審: 冨田満 副審: 山田道人 |
| #606 | 2009年2月28日 14:00 |                                  |                                              |                             | 西部総合公園体育館 観客数: 1,300人 主審: 冨田満 副審: 山田道人 |

| #607 | 2009年2月28日 14:00 |                            |                                       |                                      |                                                          |
| #607 | 2009年2月28日 14:00 | 武富士バンブー （9勝11敗） | 3 - 1 (25-23) (17-25) (25-20) (25-18) | デンソー・エアリービーズ （13勝8敗） | 愛媛県武道館 観客数: 2,000人 主審: 石井洋壮 副審: 谷岡淳 |
| #607 | 2009年2月28日 14:00 |                            |                                       |                                      | 愛媛県武道館 観客数: 2,000人 主審: 石井洋壮 副審: 谷岡淳 |

| #608 | 2009年2月28日 16:33 |                            |                               |                             |                                                                      |
| #608 | 2009年2月28日 16:33 | 東レ・アローズ （14勝7敗） | 3 - 0 (25-23) (25-15) (25-12) | 岡山シーガルズ （12勝10敗） | 愛媛県武道館 観客数: 2,400人 主審: グレッグ・ルーオー 副審: 冨田博一 |
| #608 | 2009年2月28日 16:33 |                            |                               |                             | 愛媛県武道館 観客数: 2,400人 主審: グレッグ・ルーオー 副審: 冨田博一 |

#### 3月1日
| #609 | 2009年3月1日 13:10 |                                  |                               |                            |                                                                          |
| #609 | 2009年3月1日 13:10 | 久光製薬スプリングス （16勝8敗） | 3 - 0 (26-24) (27-25) (25-20) | JTマーヴェラス （8勝14敗） | ひたちなか市総合運動公園体育館 観客数: 2,033人 主審: 冨田満 副審: 松代寛 |
| #609 | 2009年3月1日 13:10 |                                  |                               |                            | ひたちなか市総合運動公園体育館 観客数: 2,033人 主審: 冨田満 副審: 松代寛 |

| #610 | 2009年3月1日 15:15 |                             |                               |                                         |                                                                            |
| #610 | 2009年3月1日 15:15 | 日立佐和リヴァーレ （23敗） | 0 - 3 (18-25) (22-25) (15-25) | パイオニアレッドウィングス （12勝11敗） | ひたちなか市総合運動公園体育館 観客数: 2,416人 主審: 山田道人 副審: 澤達大 |
| #610 | 2009年3月1日 15:15 |                             |                               |                                         | ひたちなか市総合運動公園体育館 観客数: 2,416人 主審: 山田道人 副審: 澤達大 |

| #611 | 2009年3月1日 13:00 |                            |                       |                            |                                                                      |
| #611 | 2009年3月1日 13:00 | 武富士バンブー （9勝12敗） | 0 - 3 (19-25) (15-25) | 東レ・アローズ （15勝7敗） | 愛媛県武道館 観客数: 2,000人 主審: 冨田博一 副審: グレッグ・ルーオー |
| #611 | 2009年3月1日 13:00 |                            |                       |                            | 愛媛県武道館 観客数: 2,000人 主審: 冨田博一 副審: グレッグ・ルーオー |

#### 3月7日
| #612 | 2009年3月7日 14:05 |                            |                                       |                               |                                                                    |
| #612 | 2009年3月7日 14:05 | 東レ・アローズ （16勝7敗） | 3 - 1 (25-18) (25-20) (21-25) (28-26) | NECレッドロケッツ （16勝7敗） | 川崎市とどろきアリーナ 観客数: 1,100人 主審: 村上成司 副審: 村中伸 |
| #612 | 2009年3月7日 14:05 |                            |                                       |                               | 川崎市とどろきアリーナ 観客数: 1,100人 主審: 村上成司 副審: 村中伸 |

| #613 | 2009年3月7日 14:00 |                            |                               |                            |                                                              |
| #613 | 2009年3月7日 14:00 | 武富士バンブー （9勝13敗） | 0 - 3 (16-25) (20-25) (16-25) | JTマーヴェラス （9勝14敗） | 所沢市民体育館 観客数: 1,284人 主審: 勝又正 副審: 阿部広太郎 |
| #613 | 2009年3月7日 14:00 |                            |                               |                            | 所沢市民体育館 観客数: 1,284人 主審: 勝又正 副審: 阿部広太郎 |

| #614 | 2009年3月7日 14:00 |                             |                                               |                             |                                                                                            |
| #614 | 2009年3月7日 14:00 | 日立佐和リヴァーレ （24敗） | 2 - 3 (25-17) (22-25) (19-25) (25-23) (11-15) | 岡山シーガルズ （13勝10敗） | 岡山県立総合グラウンド体育館（桃太郎アリーナ） 観客数: 1,500人 主審: 北村友香 副審: 塚本健 |
| #614 | 2009年3月7日 14:00 |                             |                                               |                             | 岡山県立総合グラウンド体育館（桃太郎アリーナ） 観客数: 1,500人 主審: 北村友香 副審: 塚本健 |

| #615 | 2009年3月7日 16:45 |                                      |                                       |                                     |                                                                                                |
| #615 | 2009年3月7日 16:45 | デンソー・エアリービーズ （13勝9敗） | 1 - 3 (25-27) (23-25) (25-15) (17-25) | トヨタ車体クインシーズ （11勝12敗） | 岡山県立総合グラウンド体育館（桃太郎アリーナ） 観客数: 1,000人 主審: 田野敏彦 副審: 千代延靖夫 |
| #615 | 2009年3月7日 16:45 |                                      |                                       |                                     | 岡山県立総合グラウンド体育館（桃太郎アリーナ） 観客数: 1,000人 主審: 田野敏彦 副審: 千代延靖夫 |

#### 3月8日
| #616 | 2009年3月8日 13:05 |                            |                               |                               |                                                                    |
| #616 | 2009年3月8日 13:05 | JTマーヴェラス （9勝15敗） | 0 - 3 (21-25) (20-25) (16-25) | NECレッドロケッツ （17勝7敗） | 川崎市とどろきアリーナ 観客数: 2,000人 主審: 村中伸 副審: 村上成司 |
| #616 | 2009年3月8日 13:05 |                            |                               |                               | 川崎市とどろきアリーナ 観客数: 2,000人 主審: 村中伸 副審: 村上成司 |

| #617 | 2009年3月8日 13:00 |                             |                                       |                                         |                                                              |
| #617 | 2009年3月8日 13:00 | 武富士バンブー （10勝13敗） | 3 - 1 (25-23) (25-18) (24-26) (25-22) | パイオニアレッドウィングス （12勝12敗） | 所沢市民体育館 観客数: 1,892人 主審: 勝又正 副審: 阿部広太郎 |
| #617 | 2009年3月8日 13:00 |                             |                                       |                                         | 所沢市民体育館 観客数: 1,892人 主審: 勝又正 副審: 阿部広太郎 |

| #618 | 2009年3月8日 13:00 |                                     |                                       |                             |                                                                                              |
| #618 | 2009年3月8日 13:00 | トヨタ車体クインシーズ （12勝12敗） | 3 - 1 (25-13) (25-15) (26-28) (25-20) | 岡山シーガルズ （13勝11敗） | 岡山県立総合グラウンド体育館（桃太郎アリーナ） 観客数: 1,500人 主審: 田野敏彦 副審: 北村友香 |
| #618 | 2009年3月8日 13:00 |                                     |                                       |                             | 岡山県立総合グラウンド体育館（桃太郎アリーナ） 観客数: 1,500人 主審: 田野敏彦 副審: 北村友香 |

| #619 | 2009年3月8日 15:30 |                                       |                               |                                  |                                                                                              |
| #619 | 2009年3月8日 15:30 | デンソー・エアリービーズ （13勝10敗） | 0 - 3 (23-25) (19-25) (20-25) | 久光製薬スプリングス （17勝8敗） | 岡山県立総合グラウンド体育館（桃太郎アリーナ） 観客数: 1,500人 主審: 塚本健 副審: 千代延靖夫 |
| #619 | 2009年3月8日 15:30 |                                       |                               |                                  | 岡山県立総合グラウンド体育館（桃太郎アリーナ） 観客数: 1,500人 主審: 塚本健 副審: 千代延靖夫 |

#### 3月14日
| #620 | 2009年3月14日 14:00 |                                     |                                               |                                         |                                                              |
| #620 | 2009年3月14日 14:00 | トヨタ車体クインシーズ （13勝12敗） | 3 - 2 (14-25) (25-20) (25-23) (20-25) (23-21) | パイオニアレッドウィングス （12勝13敗） | 豊橋市総合体育館 観客数: 3,450人 主審: 大塚達也 副審: 勝又正 |
| #620 | 2009年3月14日 14:00 |                                     |                                               |                                         | 豊橋市総合体育館 観客数: 3,450人 主審: 大塚達也 副審: 勝又正 |

| #621 | 2009年3月14日 17:00 |                               |                                       |                                       |                                                                |
| #621 | 2009年3月14日 17:00 | NECレッドロケッツ （17勝8敗） | 1 - 3 (26-24) (16-25) (19-25) (20-25) | デンソー・エアリービーズ （14勝10敗） | 豊橋市総合体育館 観客数: 3,220人 主審: 田野敏彦 副審: 三見洋子 |
| #621 | 2009年3月14日 17:00 |                               |                                       |                                       | 豊橋市総合体育館 観客数: 3,220人 主審: 田野敏彦 副審: 三見洋子 |

| #622 | 2009年3月14日 14:00 |                             |                               |                            |                                                                                    |
| #622 | 2009年3月14日 14:00 | 日立佐和リヴァーレ （25敗） | 0 - 3 (14-25) (16-25) (15-25) | 東レ・アローズ （17勝7敗） | 岐阜メモリアルセンター（で愛ドーム） 観客数: 1,705人 主審: 田中昭彦 副審: 新海正和 |
| #622 | 2009年3月14日 14:00 |                             |                               |                            | 岐阜メモリアルセンター（で愛ドーム） 観客数: 1,705人 主審: 田中昭彦 副審: 新海正和 |

| #623 | 2009年3月14日 16:00 |                             |                                       |                             |                                                                                    |
| #623 | 2009年3月14日 16:00 | 岡山シーガルズ （13勝12敗） | 1 - 3 (22-25) (27-29) (25-20) (19-25) | 武富士バンブー （11勝13敗） | 岐阜メモリアルセンター（で愛ドーム） 観客数: 1,813人 主審: 明井寿枝 副審: 田野昭彦 |
| #623 | 2009年3月14日 16:00 |                             |                                       |                             | 岐阜メモリアルセンター（で愛ドーム） 観客数: 1,813人 主審: 明井寿枝 副審: 田野昭彦 |

#### 3月15日
| #624 | 2009年3月15日 13:00 |                            |                                       |                                       |                                                                                  |
| #624 | 2009年3月15日 13:00 | 東レ・アローズ （18勝7敗） | 3 - 1 (22-25) (28-26) (25-21) (25-18) | デンソー・エアリービーズ （14勝11敗） | 豊田市総合体育館（スカイホール豊田） 観客数: 2,160人 主審: 勝又正 副審: 田野敏彦 |
| #624 | 2009年3月15日 13:00 |                            |                                       |                                       | 豊田市総合体育館（スカイホール豊田） 観客数: 2,160人 主審: 勝又正 副審: 田野敏彦 |

| #625 | 2009年3月15日 15:24 |                             |                                               |                                     |                                                                                    |
| #625 | 2009年3月15日 15:24 | 武富士バンブー （12勝13敗） | 3 - 2 (25-18) (21-25) (20-25) (25-23) (17-15) | トヨタ車体クインシーズ （13勝13敗） | 豊田市総合体育館（スカイホール豊田） 観客数: 2,050人 主審: 三見洋子 副審: 大塚達也 |
| #625 | 2009年3月15日 15:24 |                             |                                               |                                     | 豊田市総合体育館（スカイホール豊田） 観客数: 2,050人 主審: 三見洋子 副審: 大塚達也 |

| #626 | 2009年3月15日 13:00 |                             |                                       |                             |                                                            |
| #626 | 2009年3月15日 13:00 | JTマーヴェラス （10勝15敗） | 3 - 1 (25-13) (22-25) (25-21) (25-12) | 日立佐和リヴァーレ （26敗） | 鈴鹿市立体育館 観客数: 2,800人 主審: 田中昭彦 副審: 城智人 |
| #626 | 2009年3月15日 13:00 |                             |                                       |                             | 鈴鹿市立体育館 観客数: 2,800人 主審: 田中昭彦 副審: 城智人 |

| #627 | 2009年3月15日 15:20 |                               |                                       |                             |                                                              |
| #627 | 2009年3月15日 15:20 | NECレッドロケッツ （18勝8敗） | 3 - 1 (25-21) (21-25) (25-21) (26-24) | 岡山シーガルズ （13勝13敗） | 鈴鹿市立体育館 観客数: 2,900人 主審: 田野昭彦 副審: 明井寿枝 |
| #627 | 2009年3月15日 15:20 |                               |                                       |                             | 鈴鹿市立体育館 観客数: 2,900人 主審: 田野昭彦 副審: 明井寿枝 |

#### 3月20日
| #628 | 2009年3月20日 13:00 |                                  |                               |                             |                                                              |
| #628 | 2009年3月20日 13:00 | 久光製薬スプリングス （18勝8敗） | 3 - 0 (25-11) (25-17) (25-20) | 武富士バンブー （12勝14敗） | 秋田市立体育館 観客数: 1,381人 主審: 村上成司 副審: 舩木洋行 |
| #628 | 2009年3月20日 13:00 |                                  |                               |                             | 秋田市立体育館 観客数: 1,381人 主審: 村上成司 副審: 舩木洋行 |

| #629 | 2009年3月20日 13:00 |                                         |                                               |                            |                                                                |
| #629 | 2009年3月20日 13:00 | パイオニアレッドウィングス （12勝14敗） | 2 - 3 (21-25) (25-14) (21-25) (25-21) (13-15) | 東レ・アローズ （19勝7敗） | 大阪市中央体育館 観客数: 2,000人 主審: 石井洋壮 副審: 西中野健 |
| #629 | 2009年3月20日 13:00 |                                         |                                               |                            | 大阪市中央体育館 観客数: 2,000人 主審: 石井洋壮 副審: 西中野健 |

| #630 | 2009年3月20日 15:35 |                             |                                      |                                       |                                                              |
| #630 | 2009年3月20日 15:35 | JTマーヴェラス （10勝16敗） | 1 - 3 (20-25) (25-9) (23-25) (22-25) | デンソー・エアリービーズ （15勝11敗） | 大阪市中央体育館 観客数: 2,500人 主審: 北村友香 副審: 塚本健 |
| #630 | 2009年3月20日 15:35 |                             |                                      |                                       | 大阪市中央体育館 観客数: 2,500人 主審: 北村友香 副審: 塚本健 |

#### 3月21日
| #631 | 2009年3月21日 14:00 |                                  |                               |                               |                                                              |
| #631 | 2009年3月21日 14:00 | 久光製薬スプリングス （19勝8敗） | 3 - 0 (25-19) (25-15) (25-18) | NECレッドロケッツ （18勝9敗） | 秋田市立体育館 観客数: 2,296人 主審: 村上成司 副審: 田代英明 |
| #631 | 2009年3月21日 14:00 |                                  |                               |                               | 秋田市立体育館 観客数: 2,296人 主審: 村上成司 副審: 田代英明 |

| #632 | 2009年3月21日 16:00 |                             |                               |                             |                                                              |
| #632 | 2009年3月21日 16:00 | 武富士バンブー （13勝14敗） | 3 - 0 (25-19) (25-16) (25-18) | 日立佐和リヴァーレ （27敗） | 秋田市立体育館 観客数: 2,196人 主審: 田中昭彦 副審: 舩木洋行 |
| #632 | 2009年3月21日 16:00 |                             |                               |                             | 秋田市立体育館 観客数: 2,196人 主審: 田中昭彦 副審: 舩木洋行 |

| #633 | 2009年3月21日 11:05 |                                     |                                       |                            |                                                              |
| #633 | 2009年3月21日 11:05 | トヨタ車体クインシーズ （13勝14敗） | 1 - 3 (22-25) (26-24) (15-25) (25-27) | 東レ・アローズ （20勝7敗） | 大阪市中央体育館 観客数: 1,700人 主審: 山本和良 副審: 建井敬 |
| #633 | 2009年3月21日 11:05 |                                     |                                       |                            | 大阪市中央体育館 観客数: 1,700人 主審: 山本和良 副審: 建井敬 |

| #634 | 2009年3月21日 13:35 |                             |                       |                                       |                                                                |
| #634 | 2009年3月21日 13:35 | 岡山シーガルズ （13勝14敗） | 0 - 3 (26-28) (19-25) | デンソー・エアリービーズ （16勝11敗） | 大阪市中央体育館 観客数: 1,400人 主審: 石井洋壮 副審: 大塚春夫 |
| #634 | 2009年3月21日 13:35 |                             |                       |                                       | 大阪市中央体育館 観客数: 1,400人 主審: 石井洋壮 副審: 大塚春夫 |

| #635 | 2009年3月21日 15:45 |                             |                               |                                         |                                                              |
| #635 | 2009年3月21日 15:45 | JTマーヴェラス （10勝17敗） | 1 - 3 (25-22) (15-25) (22-25) | パイオニアレッドウィングス （13勝14敗） | 大阪市中央体育館 観客数: 1,500人 主審: 塚本健 副審: 北村友香 |
| #635 | 2009年3月21日 15:45 |                             |                               |                                         | 大阪市中央体育館 観客数: 1,500人 主審: 塚本健 副審: 北村友香 |

#### 3Legの結果
| 順位 | チーム名                   | 試合数 | 勝数 | 敗数 | 勝率  | 備考           |
| ---- | -------------------------- | ------ | ---- | ---- | ----- | -------------- |
| 1    | 東レ・アローズ             | 9      | 8    | 1    | 0.889 |                |
| 2    | 久光製薬スプリングス       | 9      | 7    | 2    | 0.778 |                |
| 3    | NECレッドロケッツ          | 9      | 6    | 3    | 0.667 |                |
| 4    | パイオニアレッドウィングス | 9      | 5    | 4    | 0.556 | セット率 1.429 |
| 5    | トヨタ車体クインシーズ     | 9      | 5    | 4    | 0.556 | セット率 1.188 |
| 6    | 武富士バンブー             | 9      | 5    | 4    | 0.556 | セット率 1.000 |
| 7    | デンソー・エアリービーズ   | 9      | 4    | 5    | 0.444 |                |
| 8    | JTマーヴェラス             | 9      | 3    | 6    | 0.333 |                |
| 9    | 岡山シーガルズ             | 9      | 2    | 7    | 0.222 |                |
| 10   | 日立佐和リヴァーレ         | 9      | 0    | 9    | 0.000 |                |

### レギュラーラウンドの結果
| 順位 | チーム名                   | 試合数 | 勝数 | 敗数 | 勝率  | 備考           |
| ---- | -------------------------- | ------ | ---- | ---- | ----- | -------------- |
| 1    | 東レ・アローズ             | 27     | 20   | 7    | 0.741 |                |
| 2    | 久光製薬スプリングス       | 27     | 19   | 8    | 0.704 |                |
| 3    | NECレッドロケッツ          | 27     | 18   | 9    | 0.667 |                |
| 4    | デンソー・エアリービーズ   | 27     | 16   | 11   | 0.593 |                |
| 5    | トヨタ車体クインシーズ     | 27     | 13   | 14   | 0.481 | セット率 1.038 |
| 6    | パイオニアレッドウィングス | 27     | 13   | 14   | 0.481 | セット率 1.019 |
| 7    | 岡山シーガルズ             | 27     | 13   | 14   | 0.481 | セット率 0.945 |
| 8    | 武富士バンブー             | 27     | 13   | 14   | 0.481 | セット率 0.907 |
| 9    | JTマーヴェラス             | 27     | 10   | 17   | 0.370 |                |
| 10   | 日立佐和リヴァーレ         | 27     | 0    | 27   | 0.000 |                |

### セミファイナルラウンド

#### 4月3日
| #641 | 2009年4月3日 16:02 |                                  |                                       |                        |                                                              |
| #641 | 2009年4月3日 16:02 | デンソー・エアリービーズ （1敗） | 2 - 3 (25-23) (26-24) (19-25) (13-15) | 東レ・アローズ （1勝） | 有明コロシアム 観客数: 1,300人 主審: 印藤智一 副審: 小野将人 |
| #641 | 2009年4月3日 16:02 |                                  |                                       |                        | 有明コロシアム 観客数: 1,300人 主審: 印藤智一 副審: 小野将人 |

| #642 | 2009年4月3日 18:50 |                           |                                       |                              |                                                              |
| #642 | 2009年4月3日 18:50 | NECレッドロケッツ （1敗） | 1 - 3 (25-22) (23-25) (22-25) (17-25) | 久光製薬スプリングス （1勝） | 有明コロシアム 観客数: 1,820人 主審: 田野昭彦 副審: 三見洋子 |
| #642 | 2009年4月3日 18:50 |                           |                                       |                              | 有明コロシアム 観客数: 1,820人 主審: 田野昭彦 副審: 三見洋子 |

#### 4月4日
| #643 | 2009年4月4日 14:00 |                        |                                       |                                 |                                                            |
| #643 | 2009年4月4日 14:00 | 東レ・アローズ （2勝） | 3 - 1 (25-22) (25-20) (16-25) (25-22) | 久光製薬スプリングス （1勝1敗） | 有明コロシアム 観客数: 1,650人 主審: 冨田満 副審: 田野昭彦 |
| #643 | 2009年4月4日 14:00 |                        |                                       |                                 | 有明コロシアム 観客数: 1,650人 主審: 冨田満 副審: 田野昭彦 |

| #644 | 2009年4月4日 16:30 |                                  |                               |                              |                                                              |
| #644 | 2009年4月4日 16:30 | デンソー・エアリービーズ （2敗） | 0 - 3 (20-25) (27-29) (14-25) | NECレッドロケッツ （1勝1敗） | 有明コロシアム 観客数: 2,880人 主審: 印藤智一 副審: 三見洋子 |
| #644 | 2009年4月4日 16:30 |                                  |                               |                              | 有明コロシアム 観客数: 2,880人 主審: 印藤智一 副審: 三見洋子 |

#### 4月5日
| #645 | 2009年4月5日 13:00 |                        |                                               |                              |                                                              |
| #645 | 2009年4月5日 13:00 | 東レ・アローズ （3勝） | 3 - 2 (23-25) (25-22) (14-25) (25-19) (15-10) | NECレッドロケッツ （1勝2敗） | 有明コロシアム 観客数: 3,200人 主審: 田野昭彦 副審: 三見洋子 |
| #645 | 2009年4月5日 13:00 |                        |                                               |                              | 有明コロシアム 観客数: 3,200人 主審: 田野昭彦 副審: 三見洋子 |

| #646 | 2009年4月5日 15:50 |                                  |                               |                                 |                                                            |
| #646 | 2009年4月5日 15:50 | デンソー・エアリービーズ （3敗） | 0 - 3 (22-25) (25-27) (19-25) | 久光製薬スプリングス （2勝1敗） | 有明コロシアム 観客数: 1,850人 主審: 冨田満 副審: 印藤智一 |
| #646 | 2009年4月5日 15:50 |                                  |                               |                                 | 有明コロシアム 観客数: 1,850人 主審: 冨田満 副審: 印藤智一 |

### ファイナルラウンド
3位決定戦
| #651 | 2009年4月12日 11:00 |                   |                                               |                          |                                                          |
| #651 | 2009年4月12日 11:00 | NECレッドロケッツ | 3 - 2 (25-19) (23-25) (27-25) (21-25) (15-13) | デンソー・エアリービーズ | 東京体育館 観客数: 5,620人 主審: 三見洋子 副審: 北村友香 |
| #651 | 2009年4月12日 11:00 |                   |                                               |                          | 東京体育館 観客数: 5,620人 主審: 三見洋子 副審: 北村友香 |

決勝
| #652 | 2009年4月11日 15:00 |                |                               |                      |                                                          |
| #652 | 2009年4月11日 15:00 | 東レ・アローズ | 3 - 0 (25-13) (25-18) (25-15) | 久光製薬スプリングス | 東京体育館 観客数: 7,060人 主審: 石井洋壮 副審: 村上成司 |
| #652 | 2009年4月11日 15:00 |                |                               |                      | 東京体育館 観客数: 7,060人 主審: 石井洋壮 副審: 村上成司 |

### 最終順位
| 順位   | チーム名                   | 備考                         |
| ------ | -------------------------- | ---------------------------- |
| 優勝   | 東レ・アローズ             | 男女アベック優勝 2年連続優勝 |
| 準優勝 | 久光製薬スプリングス       |                              |
| 3      | NECレッドロケッツ          |                              |
| 4      | デンソー・エアリービーズ   |                              |
| 5      | トヨタ車体クインシーズ     |                              |
| 6      | パイオニアレッドウィングス |                              |
| 7      | 岡山シーガルズ             |                              |
| 8      | 武富士バンブー             | 入替戦へ                     |
| 9      | JTマーヴェラス             | 入替戦へ                     |
| 10     | 日立佐和リヴァーレ         | 入替戦へ                     |

### 個人賞
| No. | 賞名             | 受賞者           | 所属チーム                 | 備考                |
| --- | ---------------- | ---------------- | -------------------------- | ------------------- |
| 1   | 優勝監督賞       | 菅野幸一郎       | 東レ・アローズ             |                     |
| 2   | 最高殊勲選手賞   | 張越紅           | 東レ・アローズ             |                     |
| 3   | 敢闘賞           | 佐野優子         | 久光製薬スプリングス       |                     |
| 4   | 最優秀新人賞     | 宮田由佳里       | 東レ・アローズ             |                     |
| 5   | ベスト6          | 張越紅           | 東レ・アローズ             |                     |
| 5   | ベスト6          | 木村沙織         | 東レ・アローズ             |                     |
| 5   | ベスト6          | 兵動希           | 久光製薬スプリングス       |                     |
| 5   | ベスト6          | 西脇万里子       | 東レ・アローズ             |                     |
| 5   | ベスト6          | 杉山祥子         | NECレッドロケッツ          |                     |
| 5   | ベスト6          | 中道瞳           | 東レ・アローズ             |                     |
| 6   | ベストリベロ賞   | 佐野優子         | 久光製薬スプリングス       |                     |
| 7   | レシーブ賞       | 岡野知子         | デンソー・エアリービーズ   |                     |
| 8   | 得点王           | レナタ・コロンボ | トヨタ車体クインシーズ     | 総得点=668点        |
| 9   | スパイク賞       | 西脇万里子       | 東レ・アローズ             | 決定率=45.9%        |
| 10  | ブロック賞       | 杉山祥子         | NECレッドロケッツ          | 決定本数=0.83本/set |
| 11  | サーブ賞         | 栗原恵           | パイオニアレッドウィングス | 効果率=15.4%        |
| 12  | サーブレシーブ賞 | 佐野優子         | 久光製薬スプリングス       | 成功率=81.6%        |

### Vチャレンジ・マッチ（入替戦）
プレミアリーグ8-10位の3チームとチャレンジリーグ1位の4チームがノックアウト形式で行われ、1チームのみが来シーズンのプレミアリーグの席を争うサバイバルマッチとして行われた。

#### 4月4日
| #660 | 2009年4月4日 10:00 |                                      |                               |                                           |                              |
| #660 | 2009年4月4日 10:00 | 武富士バンブー （プレミアリーグ8位） | 3 - 0 (25-13) (25-22) (25-19) | PFUブルーキャッツ （チャレンジリーグ1位） | 大和スポーツセンター体育会館 |
| #660 | 2009年4月4日 10:00 |                                      |                               |                                           | 大和スポーツセンター体育会館 |

| #661 | 2009年4月4日 12:00 |                                      |                               |                                           |                              |
| #661 | 2009年4月4日 12:00 | JTマーヴェラス （プレミアリーグ9位） | 3 - 1 (37-35) (23-25) (25-23) | 日立佐和リヴァーレ （プレミアリーグ10位） | 大和スポーツセンター体育会館 |
| #661 | 2009年4月4日 12:00 |                                      |                               |                                           | 大和スポーツセンター体育会館 |

#### 4月5日
| #662 | 2009年4月5日 11:00 |                                      |                                       |                                      |                              |
| #662 | 2009年4月5日 11:00 | JTマーヴェラス （プレミアリーグ9位） | 3 - 1 (25-16) (25-20) (23-25) (25-22) | 武富士バンブー （プレミアリーグ8位） | 大和スポーツセンター体育会館 |
| #662 | 2009年4月5日 11:00 |                                      |                                       |                                      | 大和スポーツセンター体育会館 |

この結果、JTマーヴェラスがプレミアリーグ残留を決めた。